# Liste des communes de l'Isère
Pour les autres listes de communes françaises, voir Listes des communes de France.
| - L'Isère en France métropolitaine. - Carte des communes de l'Isère. |

Cette page liste les 512 communes du département français de l'Isère au 1er janvier 2025.

## Liste des communes
Le tableau suivant donne la liste des communes au 1er janvier 2025, en précisant leur code Insee, leur code postal principal, leur arrondissement, leur canton, leur intercommunalité, leur superficie, leur population et leur densité, d'après les chiffres de l'Insee issus du recensement 2022,.
| Nom                              | Code Insee | Code postal | Arrondissement | Canton                                      | Intercommunalité                            | Superficie (km2) | Population (dernière pop. légale) | Densité (hab./km2) | Modifier                                    |
| -------------------------------- | ---------- | ----------- | -------------- | ------------------------------------------- | ------------------------------------------- | ---------------- | --------------------------------- | ------------------ | ------------------------------------------- |
| Grenoble (préfecture)            | 38185      | 38000 38100 | Grenoble       | Grenoble-1 Grenoble-2 Grenoble-3 Grenoble-4 | Grenoble-Alpes Métropole                    | 18,13            | 156 389 (2022)                    | 8 626              | modifier les données · modifier les données |
| Les Abrets en Dauphiné           | 38001      | 38490       | La Tour-du-Pin | Chartreuse-Guiers                           | CC Les Vals du Dauphiné                     | 27,41            | 6 713 (2022)                      | 245                | modifier les données · modifier les données |
| Les Adrets                       | 38002      | 38190       | Grenoble       | Le Haut-Grésivaudan                         | CC Le Grésivaudan                           | 16,15            | 1 072 (2022)                      | 66                 | modifier les données · modifier les données |
| Agnin                            | 38003      | 38150       | Vienne         | Roussillon                                  | CC Entre Bièvre et Rhône                    | 7,96             | 1 240 (2022)                      | 156                | modifier les données · modifier les données |
| L'Albenc                         | 38004      | 38470       | Grenoble       | Le Sud Grésivaudan                          | CC Saint-Marcellin Vercors Isère Communauté | 9,86             | 1 275 (2022)                      | 129                | modifier les données · modifier les données |
| Allemond                         | 38005      | 38114       | Grenoble       | Oisans-Romanche                             | CC de l'Oisans                              | 44,75            | 955 (2022)                        | 21                 | modifier les données · modifier les données |
| Allevard                         | 38006      | 38580       | Grenoble       | Le Haut-Grésivaudan                         | CC Le Grésivaudan                           | 25,63            | 3 962 (2022)                      | 155                | modifier les données · modifier les données |
| Ambel                            | 38008      | 38970       | Grenoble       | Matheysine-Trièves                          | CC de la Matheysine                         | 4,83             | 32 (2022)                         | 6,6                | modifier les données · modifier les données |
| Anjou                            | 38009      | 38150       | Vienne         | Roussillon                                  | CC Entre Bièvre et Rhône                    | 5,03             | 1 023 (2022)                      | 203                | modifier les données · modifier les données |
| Annoisin-Chatelans               | 38010      | 38460       | La Tour-du-Pin | Charvieu-Chavagneux                         | CC Les Balcons du Dauphiné                  | 13,27            | 724 (2022)                        | 55                 | modifier les données · modifier les données |
| Anthon                           | 38011      | 38280       | La Tour-du-Pin | Charvieu-Chavagneux                         | CC Lyon Saint-Exupéry en Dauphiné           | 8,82             | 1 137 (2022)                      | 129                | modifier les données · modifier les données |
| Aoste                            | 38012      | 38490       | La Tour-du-Pin | Chartreuse-Guiers                           | CC Les Vals du Dauphiné                     | 9,82             | 2 869 (2022)                      | 292                | modifier les données · modifier les données |
| Apprieu                          | 38013      | 38140       | La Tour-du-Pin | Le Grand-Lemps                              | CC de Bièvre Est                            | 15,09            | 3 602 (2022)                      | 239                | modifier les données · modifier les données |
| Arandon-Passins                  | 38297      | 38510       | La Tour-du-Pin | Morestel                                    | CC Les Balcons du Dauphiné                  | 26,14            | 1 858 (2022)                      | 71                 | modifier les données · modifier les données |
| Artas                            | 38015      | 38440       | Vienne         | La Verpillière                              | CC Bièvre Isère                             | 14,15            | 1 815 (2022)                      | 128                | modifier les données · modifier les données |
| Assieu                           | 38017      | 38150       | Vienne         | Vienne-2                                    | CC Entre Bièvre et Rhône                    | 12,34            | 1 722 (2022)                      | 140                | modifier les données · modifier les données |
| Auberives-en-Royans              | 38018      | 38680       | Grenoble       | Le Sud Grésivaudan                          | CC Saint-Marcellin Vercors Isère Communauté | 5,07             | 369 (2022)                        | 73                 | modifier les données · modifier les données |
| Auberives-sur-Varèze             | 38019      | 38550       | Vienne         | Vienne-2                                    | CC Entre Bièvre et Rhône                    | 7,05             | 1 465 (2022)                      | 208                | modifier les données · modifier les données |
| Auris                            | 38020      | 38142       | Grenoble       | Oisans-Romanche                             | CC de l'Oisans                              | 11,21            | 187 (2022)                        | 17                 | modifier les données · modifier les données |
| Autrans-Méaudre en Vercors       | 38225      | 38112 38880 | Grenoble       | Fontaine-Vercors                            | CC du Massif du Vercors                     | 77,89            | 3 005 (2022)                      | 39                 | modifier les données · modifier les données |
| Les Avenières Veyrins-Thuellin   | 38022      | 38630       | La Tour-du-Pin | Morestel                                    | CC Les Balcons du Dauphiné                  | 41,56            | 7 699 (2022)                      | 185                | modifier les données · modifier les données |
| Avignonet                        | 38023      | 38650       | Grenoble       | Matheysine-Trièves                          | CC du Trièves                               | 8,41             | 197 (2022)                        | 23                 | modifier les données · modifier les données |
| La Balme-les-Grottes             | 38026      | 38390       | La Tour-du-Pin | Morestel                                    | CC Les Balcons du Dauphiné                  | 14,61            | 1 157 (2022)                      | 79                 | modifier les données · modifier les données |
| Barraux                          | 38027      | 38530       | Grenoble       | Le Haut-Grésivaudan                         | CC Le Grésivaudan                           | 11,13            | 2 002 (2022)                      | 180                | modifier les données · modifier les données |
| La Bâtie-Montgascon              | 38029      | 38110       | La Tour-du-Pin | La Tour-du-Pin                              | CC Les Vals du Dauphiné                     | 8,43             | 2 025 (2022)                      | 240                | modifier les données · modifier les données |
| Beaucroissant                    | 38030      | 38140       | Grenoble       | Tullins                                     | CC de Bièvre Est                            | 11,22            | 1 843 (2022)                      | 164                | modifier les données · modifier les données |
| Beaufin                          | 38031      | 38970       | Grenoble       | Matheysine-Trièves                          | CC de la Matheysine                         | 6,36             | 20 (2022)                         | 3,1                | modifier les données · modifier les données |
| Beaufort                         | 38032      | 38270       | Vienne         | Bièvre                                      | CC Bièvre Isère                             | 8,69             | 576 (2022)                        | 66                 | modifier les données · modifier les données |
| Beaulieu                         | 38033      | 38470       | Grenoble       | Le Sud Grésivaudan                          | CC Saint-Marcellin Vercors Isère Communauté | 8,79             | 630 (2022)                        | 72                 | modifier les données · modifier les données |
| Beaurepaire                      | 38034      | 38270       | Vienne         | Roussillon                                  | CC Entre Bièvre et Rhône                    | 18,46            | 5 007 (2022)                      | 271                | modifier les données · modifier les données |
| Beauvoir-de-Marc                 | 38035      | 38440       | Vienne         | Bièvre                                      | CC Bièvre Isère                             | 11,27            | 1 103 (2022)                      | 98                 | modifier les données · modifier les données |
| Beauvoir-en-Royans               | 38036      | 38160       | Grenoble       | Le Sud Grésivaudan                          | CC Saint-Marcellin Vercors Isère Communauté | 2,10             | 96 (2022)                         | 46                 | modifier les données · modifier les données |
| Bellegarde-Poussieu              | 38037      | 38270       | Vienne         | Roussillon                                  | CC Entre Bièvre et Rhône                    | 16,79            | 1 015 (2022)                      | 60                 | modifier les données · modifier les données |
| Belmont                          | 38038      | 38690       | La Tour-du-Pin | Le Grand-Lemps                              | CC Les Vals du Dauphiné                     | 6,51             | 624 (2022)                        | 96                 | modifier les données · modifier les données |
| Bernin                           | 38039      | 38190       | Grenoble       | Le Moyen Grésivaudan                        | CC Le Grésivaudan                           | 7,67             | 3 230 (2022)                      | 421                | modifier les données · modifier les données |
| Besse                            | 38040      | 38142       | Grenoble       | Oisans-Romanche                             | CC de l'Oisans                              | 25,46            | 153 (2022)                        | 6,0                | modifier les données · modifier les données |
| Bessins                          | 38041      | 38160       | Grenoble       | Le Sud Grésivaudan                          | CC Saint-Marcellin Vercors Isère Communauté | 4,65             | 117 (2022)                        | 25                 | modifier les données · modifier les données |
| Bévenais                         | 38042      | 38690       | La Tour-du-Pin | Le Grand-Lemps                              | CC de Bièvre Est                            | 14,08            | 1 042 (2022)                      | 74                 | modifier les données · modifier les données |
| Bilieu                           | 38043      | 38850       | La Tour-du-Pin | Le Grand-Lemps                              | CA du Pays voironnais                       | 6,71             | 1 601 (2022)                      | 239                | modifier les données · modifier les données |
| Biol                             | 38044      | 38690       | La Tour-du-Pin | Le Grand-Lemps                              | CC Les Vals du Dauphiné                     | 15,51            | 1 536 (2022)                      | 99                 | modifier les données · modifier les données |
| Biviers                          | 38045      | 38330       | Grenoble       | Meylan                                      | CC Le Grésivaudan                           | 6,17             | 2 327 (2022)                      | 377                | modifier les données · modifier les données |
| Bizonnes                         | 38046      | 38690       | La Tour-du-Pin | Le Grand-Lemps                              | CC de Bièvre Est                            | 11,04            | 1 028 (2022)                      | 93                 | modifier les données · modifier les données |
| Blandin                          | 38047      | 38730       | La Tour-du-Pin | Le Grand-Lemps                              | CC Les Vals du Dauphiné                     | 4,26             | 156 (2022)                        | 37                 | modifier les données · modifier les données |
| Bonnefamille                     | 38048      | 38090       | La Tour-du-Pin | La Verpillière                              | CC Collines Isère Nord Communauté           | 9,43             | 1 094 (2022)                      | 116                | modifier les données · modifier les données |
| Bossieu                          | 38049      | 38260       | Vienne         | Bièvre                                      | CC Bièvre Isère                             | 13,48            | 327 (2022)                        | 24                 | modifier les données · modifier les données |
| Le Bouchage                      | 38050      | 38510       | La Tour-du-Pin | Morestel                                    | CC Les Balcons du Dauphiné                  | 11,20            | 648 (2022)                        | 58                 | modifier les données · modifier les données |
| Bougé-Chambalud                  | 38051      | 38150       | Vienne         | Roussillon                                  | CC Entre Bièvre et Rhône                    | 15,85            | 1 469 (2022)                      | 93                 | modifier les données · modifier les données |
| Le Bourg-d'Oisans                | 38052      | 38520       | Grenoble       | Oisans-Romanche                             | CC de l'Oisans                              | 35,75            | 2 840 (2022)                      | 79                 | modifier les données · modifier les données |
| Bourgoin-Jallieu                 | 38053      | 38300       | La Tour-du-Pin | Bourgoin-Jallieu                            | CA Porte de l'Isère                         | 24,37            | 29 816 (2022)                     | 1 223              | modifier les données · modifier les données |
| Bouvesse-Quirieu                 | 38054      | 38390       | La Tour-du-Pin | Morestel                                    | CC Les Balcons du Dauphiné                  | 17,51            | 1 493 (2022)                      | 85                 | modifier les données · modifier les données |
| Brangues                         | 38055      | 38510       | La Tour-du-Pin | Morestel                                    | CC Les Balcons du Dauphiné                  | 11,67            | 620 (2022)                        | 53                 | modifier les données · modifier les données |
| Bressieux                        | 38056      | 38870       | Vienne         | Bièvre                                      | CC Bièvre Isère                             | 0,89             | 91 (2022)                         | 102                | modifier les données · modifier les données |
| Bresson                          | 38057      | 38320       | Grenoble       | Échirolles                                  | Grenoble-Alpes Métropole                    | 2,78             | 671 (2022)                        | 241                | modifier les données · modifier les données |
| Brézins                          | 38058      | 38590       | Vienne         | Bièvre                                      | CC Bièvre Isère                             | 8,26             | 2 282 (2022)                      | 276                | modifier les données · modifier les données |
| Brié-et-Angonnes                 | 38059      | 38320       | Grenoble       | Le Pont-de-Claix                            | Grenoble-Alpes Métropole                    | 9,70             | 2 509 (2022)                      | 259                | modifier les données · modifier les données |
| Brion                            | 38060      | 38590       | Vienne         | Bièvre                                      | CC Bièvre Isère                             | 3,94             | 142 (2022)                        | 36                 | modifier les données · modifier les données |
| La Buisse                        | 38061      | 38500       | Grenoble       | Voiron                                      | CA du Pays voironnais                       | 11,53            | 3 499 (2022)                      | 303                | modifier les données · modifier les données |
| La Buissière                     | 38062      | 38530       | Grenoble       | Le Haut-Grésivaudan                         | CC Le Grésivaudan                           | 7,71             | 791 (2022)                        | 103                | modifier les données · modifier les données |
| Burcin                           | 38063      | 38690       | La Tour-du-Pin | Le Grand-Lemps                              | CC de Bièvre Est                            | 6,69             | 439 (2022)                        | 66                 | modifier les données · modifier les données |
| Cessieu                          | 38064      | 38110       | La Tour-du-Pin | La Tour-du-Pin                              | CC Les Vals du Dauphiné                     | 14,35            | 3 257 (2022)                      | 227                | modifier les données · modifier les données |
| Châbons                          | 38065      | 38690       | La Tour-du-Pin | Le Grand-Lemps                              | CC de Bièvre Est                            | 18,14            | 2 152 (2022)                      | 119                | modifier les données · modifier les données |
| Chalon                           | 38066      | 38122       | Vienne         | Roussillon                                  | CC Entre Bièvre et Rhône                    | 5,20             | 169 (2022)                        | 33                 | modifier les données · modifier les données |
| Chamagnieu                       | 38067      | 38460       | La Tour-du-Pin | La Verpillière                              | CC Les Balcons du Dauphiné                  | 13,70            | 1 775 (2022)                      | 130                | modifier les données · modifier les données |
| Le Champ-près-Froges             | 38070      | 38190       | Grenoble       | Le Haut-Grésivaudan                         | CC Le Grésivaudan                           | 4,83             | 1 317 (2022)                      | 273                | modifier les données · modifier les données |
| Champ-sur-Drac                   | 38071      | 38560       | Grenoble       | Le Pont-de-Claix                            | Grenoble-Alpes Métropole                    | 8,92             | 3 344 (2022)                      | 375                | modifier les données · modifier les données |
| Champagnier                      | 38068      | 38800       | Grenoble       | Le Pont-de-Claix                            | Grenoble-Alpes Métropole                    | 6,61             | 1 506 (2022)                      | 228                | modifier les données · modifier les données |
| Champier                         | 38069      | 38260       | Vienne         | Bièvre                                      | CC Bièvre Isère                             | 14,43            | 1 583 (2022)                      | 110                | modifier les données · modifier les données |
| Chamrousse                       | 38567      | 38410       | Grenoble       | Oisans-Romanche                             | CC Le Grésivaudan                           | 13,29            | 438 (2022)                        | 33                 | modifier les données · modifier les données |
| Chanas                           | 38072      | 38150       | Vienne         | Roussillon                                  | CC Entre Bièvre et Rhône                    | 11,65            | 2 714 (2022)                      | 233                | modifier les données · modifier les données |
| Chantepérier                     | 38073      | 38740       | Grenoble       | Matheysine-Trièves                          | CC de la Matheysine                         | 81,40            | 211 (2022)                        | 2,6                | modifier les données · modifier les données |
| Chantesse                        | 38074      | 38470       | Grenoble       | Le Sud Grésivaudan                          | CC Saint-Marcellin Vercors Isère Communauté | 5,83             | 393 (2022)                        | 67                 | modifier les données · modifier les données |
| Chapareillan                     | 38075      | 38530       | Grenoble       | Le Haut-Grésivaudan                         | CC Le Grésivaudan                           | 30,28            | 3 049 (2022)                      | 101                | modifier les données · modifier les données |
| La Chapelle-de-la-Tour           | 38076      | 38110       | La Tour-du-Pin | La Tour-du-Pin                              | CC Les Vals du Dauphiné                     | 9,04             | 1 936 (2022)                      | 214                | modifier les données · modifier les données |
| La Chapelle-de-Surieu            | 38077      | 38150       | Vienne         | Roussillon                                  | CC Entre Bièvre et Rhône                    | 11,22            | 761 (2022)                        | 68                 | modifier les données · modifier les données |
| La Chapelle-du-Bard              | 38078      | 38580       | Grenoble       | Le Haut-Grésivaudan                         | CC Le Grésivaudan                           | 27,71            | 536 (2022)                        | 19                 | modifier les données · modifier les données |
| Charancieu                       | 38080      | 38490       | La Tour-du-Pin | Chartreuse-Guiers                           | CA du Pays voironnais                       | 5,53             | 748 (2022)                        | 135                | modifier les données · modifier les données |
| Charantonnay                     | 38081      | 38790       | Vienne         | La Verpillière                              | CC Collines Isère Nord Communauté           | 11,00            | 1 993 (2022)                      | 181                | modifier les données · modifier les données |
| Charavines                       | 38082      | 38850       | La Tour-du-Pin | Le Grand-Lemps                              | CA du Pays voironnais                       | 7,52             | 2 014 (2022)                      | 268                | modifier les données · modifier les données |
| Charette                         | 38083      | 38390       | La Tour-du-Pin | Morestel                                    | CC Les Balcons du Dauphiné                  | 11,26            | 435 (2022)                        | 39                 | modifier les données · modifier les données |
| Charnècles                       | 38084      | 38140       | Grenoble       | Tullins                                     | CA du Pays voironnais                       | 5,23             | 1 462 (2022)                      | 280                | modifier les données · modifier les données |
| Charvieu-Chavagneux              | 38085      | 38230       | La Tour-du-Pin | Charvieu-Chavagneux                         | CC Lyon Saint-Exupéry en Dauphiné           | 8,65             | 10 459 (2022)                     | 1 209              | modifier les données · modifier les données |
| Chasse-sur-Rhône                 | 38087      | 38670       | Vienne         | Vienne-1                                    | CA Vienne Condrieu Agglomération            | 7,91             | 6 484 (2022)                      | 820                | modifier les données · modifier les données |
| Chasselay                        | 38086      | 38470       | Grenoble       | Le Sud Grésivaudan                          | CC Saint-Marcellin Vercors Isère Communauté | 9,45             | 429 (2022)                        | 45                 | modifier les données · modifier les données |
| Chassignieu                      | 38089      | 38730       | La Tour-du-Pin | Le Grand-Lemps                              | CC Les Vals du Dauphiné                     | 5,17             | 226 (2022)                        | 44                 | modifier les données · modifier les données |
| Château-Bernard                  | 38090      | 38650       | Grenoble       | Matheysine-Trièves                          | CC du Trièves                               | 18,27            | 286 (2022)                        | 16                 | modifier les données · modifier les données |
| Châteauvilain                    | 38091      | 38300       | La Tour-du-Pin | Bourgoin-Jallieu                            | CA Porte de l'Isère                         | 8,82             | 744 (2022)                        | 84                 | modifier les données · modifier les données |
| Châtel-en-Trièves                | 38456      | 38710       | Grenoble       | Matheysine-Trièves                          | CC du Trièves                               | 47,60            | 491 (2022)                        | 10                 | modifier les données · modifier les données |
| Châtelus                         | 38092      | 38680       | Grenoble       | Le Sud Grésivaudan                          | CC Saint-Marcellin Vercors Isère Communauté | 12,30            | 94 (2022)                         | 7,6                | modifier les données · modifier les données |
| Châtenay                         | 38093      | 38980       | Vienne         | Bièvre                                      | CC Bièvre Isère                             | 4,62             | 432 (2022)                        | 94                 | modifier les données · modifier les données |
| Châtonnay                        | 38094      | 38440       | Vienne         | Bièvre                                      | CC Bièvre Isère                             | 31,84            | 1 958 (2022)                      | 61                 | modifier les données · modifier les données |
| Chatte                           | 38095      | 38160       | Grenoble       | Le Sud Grésivaudan                          | CC Saint-Marcellin Vercors Isère Communauté | 22,81            | 2 476 (2022)                      | 109                | modifier les données · modifier les données |
| Chavanoz                         | 38097      | 38230       | La Tour-du-Pin | Charvieu-Chavagneux                         | CC Lyon Saint-Exupéry en Dauphiné           | 8,24             | 5 090 (2022)                      | 618                | modifier les données · modifier les données |
| Chélieu                          | 38098      | 38730       | La Tour-du-Pin | Le Grand-Lemps                              | CC Les Vals du Dauphiné                     | 10,13            | 739 (2022)                        | 73                 | modifier les données · modifier les données |
| Chevrières                       | 38099      | 38160       | Grenoble       | Le Sud Grésivaudan                          | CC Saint-Marcellin Vercors Isère Communauté | 16,62            | 737 (2022)                        | 44                 | modifier les données · modifier les données |
| Le Cheylas                       | 38100      | 38570       | Grenoble       | Le Haut-Grésivaudan                         | CC Le Grésivaudan                           | 8,44             | 2 372 (2022)                      | 281                | modifier les données · modifier les données |
| Cheyssieu                        | 38101      | 38550       | Vienne         | Vienne-2                                    | CC Entre Bièvre et Rhône                    | 8,55             | 1 051 (2022)                      | 123                | modifier les données · modifier les données |
| Chèzeneuve                       | 38102      | 38300       | La Tour-du-Pin | L'Isle-d'Abeau                              | CA Porte de l'Isère                         | 6,79             | 650 (2022)                        | 96                 | modifier les données · modifier les données |
| Chichilianne                     | 38103      | 38930       | Grenoble       | Matheysine-Trièves                          | CC du Trièves                               | 62,48            | 326 (2022)                        | 5,2                | modifier les données · modifier les données |
| Chimilin                         | 38104      | 38490       | La Tour-du-Pin | Chartreuse-Guiers                           | CC Les Vals du Dauphiné                     | 9,66             | 1 396 (2022)                      | 145                | modifier les données · modifier les données |
| Chirens                          | 38105      | 38850       | Grenoble       | Le Grand-Lemps                              | CA du Pays voironnais                       | 17,53            | 2 510 (2022)                      | 143                | modifier les données · modifier les données |
| Cholonge                         | 38106      | 38220       | Grenoble       | Matheysine-Trièves                          | CC de la Matheysine                         | 8,92             | 344 (2022)                        | 39                 | modifier les données · modifier les données |
| Chonas-l'Amballan                | 38107      | 38121       | Vienne         | Vienne-2                                    | CA Vienne Condrieu Agglomération            | 7,41             | 1 691 (2022)                      | 228                | modifier les données · modifier les données |
| Choranche                        | 38108      | 38680       | Grenoble       | Le Sud Grésivaudan                          | CC Saint-Marcellin Vercors Isère Communauté | 10,63            | 140 (2022)                        | 13                 | modifier les données · modifier les données |
| Chozeau                          | 38109      | 38460       | La Tour-du-Pin | Charvieu-Chavagneux                         | CC Les Balcons du Dauphiné                  | 8,20             | 998 (2022)                        | 122                | modifier les données · modifier les données |
| Chuzelles                        | 38110      | 38200       | Vienne         | Vienne-1                                    | CA Vienne Condrieu Agglomération            | 13,03            | 2 347 (2022)                      | 180                | modifier les données · modifier les données |
| Claix                            | 38111      | 38640       | Grenoble       | Fontaine-Seyssinet                          | Grenoble-Alpes Métropole                    | 24,12            | 7 840 (2022)                      | 325                | modifier les données · modifier les données |
| Clavans-en-Haut-Oisans           | 38112      | 38142       | Grenoble       | Oisans-Romanche                             | CC de l'Oisans                              | 15,58            | 81 (2022)                         | 5,2                | modifier les données · modifier les données |
| Clelles                          | 38113      | 38930       | Grenoble       | Matheysine-Trièves                          | CC du Trièves                               | 20,88            | 576 (2022)                        | 28                 | modifier les données · modifier les données |
| Clonas-sur-Varèze                | 38114      | 38550       | Vienne         | Vienne-2                                    | CC Entre Bièvre et Rhône                    | 6,83             | 1 541 (2022)                      | 226                | modifier les données · modifier les données |
| Cognet                           | 38116      | 38350       | Grenoble       | Matheysine-Trièves                          | CC de la Matheysine                         | 1,80             | 36 (2022)                         | 20                 | modifier les données · modifier les données |
| Cognin-les-Gorges                | 38117      | 38470       | Grenoble       | Le Sud Grésivaudan                          | CC Saint-Marcellin Vercors Isère Communauté | 12,52            | 619 (2022)                        | 49                 | modifier les données · modifier les données |
| Colombe                          | 38118      | 38690       | La Tour-du-Pin | Le Grand-Lemps                              | CC de Bièvre Est                            | 13,23            | 1 803 (2022)                      | 136                | modifier les données · modifier les données |
| La Combe-de-Lancey               | 38120      | 38190       | Grenoble       | Le Moyen Grésivaudan                        | CC Le Grésivaudan                           | 18,55            | 730 (2022)                        | 39                 | modifier les données · modifier les données |
| Corbelin                         | 38124      | 38630       | La Tour-du-Pin | Morestel                                    | CC Les Balcons du Dauphiné                  | 12,00            | 2 368 (2022)                      | 197                | modifier les données · modifier les données |
| Corenc                           | 38126      | 38700       | Grenoble       | Meylan                                      | Grenoble-Alpes Métropole                    | 6,50             | 4 177 (2022)                      | 643                | modifier les données · modifier les données |
| Cornillon-en-Trièves             | 38127      | 38710       | Grenoble       | Matheysine-Trièves                          | CC du Trièves                               | 13,92            | 169 (2022)                        | 12                 | modifier les données · modifier les données |
| Corps                            | 38128      | 38970       | Grenoble       | Matheysine-Trièves                          | CC de la Matheysine                         | 11,22            | 424 (2022)                        | 38                 | modifier les données · modifier les données |
| Corrençon-en-Vercors             | 38129      | 38250       | Grenoble       | Fontaine-Vercors                            | CC du Massif du Vercors                     | 39,34            | 368 (2022)                        | 9,4                | modifier les données · modifier les données |
| La Côte-Saint-André              | 38130      | 38260       | Vienne         | Bièvre                                      | CC Bièvre Isère                             | 27,93            | 4 793 (2022)                      | 172                | modifier les données · modifier les données |
| Les Côtes-d'Arey                 | 38131      | 38138       | Vienne         | Vienne-2                                    | CA Vienne Condrieu Agglomération            | 24,31            | 2 023 (2022)                      | 83                 | modifier les données · modifier les données |
| Les Côtes-de-Corps               | 38132      | 38970       | Grenoble       | Matheysine-Trièves                          | CC de la Matheysine                         | 9,83             | 73 (2022)                         | 7,4                | modifier les données · modifier les données |
| Coublevie                        | 38133      | 38500       | Grenoble       | Voiron                                      | CA du Pays voironnais                       | 7,05             | 5 409 (2022)                      | 767                | modifier les données · modifier les données |
| Cour-et-Buis                     | 38134      | 38122       | Vienne         | Roussillon                                  | CC Entre Bièvre et Rhône                    | 13,73            | 926 (2022)                        | 67                 | modifier les données · modifier les données |
| Courtenay                        | 38135      | 38510       | La Tour-du-Pin | Morestel                                    | CC Les Balcons du Dauphiné                  | 32,08            | 1 288 (2022)                      | 40                 | modifier les données · modifier les données |
| Crachier                         | 38136      | 38300       | La Tour-du-Pin | L'Isle-d'Abeau                              | CA Porte de l'Isère                         | 3,64             | 590 (2022)                        | 162                | modifier les données · modifier les données |
| Cras                             | 38137      | 38210       | Grenoble       | Le Sud Grésivaudan                          | CC Saint-Marcellin Vercors Isère Communauté | 5,43             | 418 (2022)                        | 77                 | modifier les données · modifier les données |
| Crémieu                          | 38138      | 38460       | La Tour-du-Pin | Charvieu-Chavagneux                         | CC Les Balcons du Dauphiné                  | 6,14             | 3 543 (2022)                      | 577                | modifier les données · modifier les données |
| Crêts en Belledonne              | 38439      | 38570 38830 | Grenoble       | Le Haut-Grésivaudan                         | CC Le Grésivaudan                           | 33,80            | 3 430 (2022)                      | 101                | modifier les données · modifier les données |
| Creys-Mépieu                     | 38139      | 38510       | La Tour-du-Pin | Morestel                                    | CC Les Balcons du Dauphiné                  | 28,99            | 1 576 (2022)                      | 54                 | modifier les données · modifier les données |
| Crolles                          | 38140      | 38920       | Grenoble       | Le Moyen Grésivaudan                        | CC Le Grésivaudan                           | 14,21            | 8 463 (2022)                      | 596                | modifier les données · modifier les données |
| Culin                            | 38141      | 38300       | Vienne         | L'Isle-d'Abeau                              | CC Bièvre Isère                             | 7,32             | 785 (2022)                        | 107                | modifier les données · modifier les données |
| Les Deux Alpes                   | 38253      | 38520 38860 | Grenoble       | Oisans-Romanche                             | CC de l'Oisans                              | 56,72            | 1 920 (2022)                      | 34                 | modifier les données · modifier les données |
| Diémoz                           | 38144      | 38790       | Vienne         | La Verpillière                              | CC Collines Isère Nord Communauté           | 13,72            | 2 915 (2022)                      | 212                | modifier les données · modifier les données |
| Dizimieu                         | 38146      | 38460       | La Tour-du-Pin | Charvieu-Chavagneux                         | CC Les Balcons du Dauphiné                  | 9,74             | 818 (2022)                        | 84                 | modifier les données · modifier les données |
| Doissin                          | 38147      | 38730       | La Tour-du-Pin | Le Grand-Lemps                              | CC Les Vals du Dauphiné                     | 8,45             | 879 (2022)                        | 104                | modifier les données · modifier les données |
| Dolomieu                         | 38148      | 38110       | La Tour-du-Pin | La Tour-du-Pin                              | CC Les Vals du Dauphiné                     | 13,32            | 3 188 (2022)                      | 239                | modifier les données · modifier les données |
| Domarin                          | 38149      | 38300       | La Tour-du-Pin | Bourgoin-Jallieu                            | CA Porte de l'Isère                         | 2,99             | 1 670 (2022)                      | 559                | modifier les données · modifier les données |
| Domène                           | 38150      | 38420       | Grenoble       | Meylan                                      | Grenoble-Alpes Métropole                    | 5,29             | 6 777 (2022)                      | 1 281              | modifier les données · modifier les données |
| Échirolles                       | 38151      | 38130       | Grenoble       | Échirolles                                  | Grenoble-Alpes Métropole                    | 7,86             | 36 708 (2022)                     | 4 670              | modifier les données · modifier les données |
| Eclose-Badinières                | 38152      | 38300       | La Tour-du-Pin | Bourgoin-Jallieu                            | CA Porte de l'Isère                         | 16,28            | 1 510 (2022)                      | 93                 | modifier les données · modifier les données |
| Engins                           | 38153      | 38360       | Grenoble       | Fontaine-Vercors                            | CC du Massif du Vercors                     | 20,64            | 429 (2022)                        | 21                 | modifier les données · modifier les données |
| Entraigues                       | 38154      | 38740       | Grenoble       | Matheysine-Trièves                          | CC de la Matheysine                         | 21,66            | 225 (2022)                        | 10                 | modifier les données · modifier les données |
| Entre-deux-Guiers                | 38155      | 38380       | Grenoble       | Chartreuse-Guiers                           | CC Cœur de Chartreuse                       | 10,55            | 1 897 (2022)                      | 180                | modifier les données · modifier les données |
| Les Éparres                      | 38156      | 38300       | La Tour-du-Pin | Bourgoin-Jallieu                            | CA Porte de l'Isère                         | 7,95             | 976 (2022)                        | 123                | modifier les données · modifier les données |
| Estrablin                        | 38157      | 38780       | Vienne         | Vienne-2                                    | CA Vienne Condrieu Agglomération            | 20,69            | 3 682 (2022)                      | 178                | modifier les données · modifier les données |
| Eybens                           | 38158      | 38320       | Grenoble       | Échirolles                                  | Grenoble-Alpes Métropole                    | 4,50             | 10 095 (2022)                     | 2 243              | modifier les données · modifier les données |
| Eydoche                          | 38159      | 38690       | La Tour-du-Pin | Le Grand-Lemps                              | CC de Bièvre Est                            | 5,58             | 541 (2022)                        | 97                 | modifier les données · modifier les données |
| Eyzin-Pinet                      | 38160      | 38780       | Vienne         | Vienne-2                                    | CA Vienne Condrieu Agglomération            | 28,44            | 2 301 (2022)                      | 81                 | modifier les données · modifier les données |
| Faramans                         | 38161      | 38260       | Vienne         | Bièvre                                      | CC Bièvre Isère                             | 10,79            | 1 148 (2022)                      | 106                | modifier les données · modifier les données |
| Faverges-de-la-Tour              | 38162      | 38110       | La Tour-du-Pin | La Tour-du-Pin                              | CC Les Vals du Dauphiné                     | 7,67             | 1 482 (2022)                      | 193                | modifier les données · modifier les données |
| La Flachère                      | 38166      | 38530       | Grenoble       | Le Haut-Grésivaudan                         | CC Le Grésivaudan                           | 2,85             | 456 (2022)                        | 160                | modifier les données · modifier les données |
| Flachères                        | 38167      | 38690       | La Tour-du-Pin | Le Grand-Lemps                              | CC de Bièvre Est                            | 4,94             | 568 (2022)                        | 115                | modifier les données · modifier les données |
| Fontaine                         | 38169      | 38600       | Grenoble       | Fontaine-Seyssinet Fontaine-Vercors         | Grenoble-Alpes Métropole                    | 6,74             | 22 471 (2022)                     | 3 334              | modifier les données · modifier les données |
| Fontanil-Cornillon               | 38170      | 38120       | Grenoble       | Grenoble-2                                  | Grenoble-Alpes Métropole                    | 5,50             | 3 410 (2022)                      | 620                | modifier les données · modifier les données |
| La Forteresse                    | 38171      | 38590       | Vienne         | Bièvre                                      | CC Bièvre Isère                             | 9,22             | 337 (2022)                        | 37                 | modifier les données · modifier les données |
| Four                             | 38172      | 38080       | La Tour-du-Pin | L'Isle-d'Abeau                              | CA Porte de l'Isère                         | 11,82            | 1 672 (2022)                      | 141                | modifier les données · modifier les données |
| Le Freney-d'Oisans               | 38173      | 38142       | Grenoble       | Oisans-Romanche                             | CC de l'Oisans                              | 14,54            | 255 (2022)                        | 18                 | modifier les données · modifier les données |
| La Frette                        | 38174      | 38260       | Vienne         | Bièvre                                      | CC Bièvre Isère                             | 11,80            | 1 092 (2022)                      | 93                 | modifier les données · modifier les données |
| Froges                           | 38175      | 38190       | Grenoble       | Le Haut-Grésivaudan                         | CC Le Grésivaudan                           | 6,43             | 3 334 (2022)                      | 519                | modifier les données · modifier les données |
| Frontonas                        | 38176      | 38290       | La Tour-du-Pin | La Verpillière                              | CC Les Balcons du Dauphiné                  | 12,65            | 2 116 (2022)                      | 167                | modifier les données · modifier les données |
| La Garde                         | 38177      | 38520       | Grenoble       | Oisans-Romanche                             | CC de l'Oisans                              | 9,09             | 97 (2022)                         | 11                 | modifier les données · modifier les données |
| Gières                           | 38179      | 38610       | Grenoble       | Saint-Martin-d'Hères                        | Grenoble-Alpes Métropole                    | 6,93             | 7 353 (2022)                      | 1 061              | modifier les données · modifier les données |
| Gillonnay                        | 38180      | 38260       | Vienne         | Bièvre                                      | CC Bièvre Isère                             | 14,29            | 1 020 (2022)                      | 71                 | modifier les données · modifier les données |
| Goncelin                         | 38181      | 38570       | Grenoble       | Le Haut-Grésivaudan                         | CC Le Grésivaudan                           | 14,36            | 2 452 (2022)                      | 171                | modifier les données · modifier les données |
| Le Grand-Lemps                   | 38182      | 38690       | La Tour-du-Pin | Le Grand-Lemps                              | CC de Bièvre Est                            | 12,90            | 3 093 (2022)                      | 240                | modifier les données · modifier les données |
| Granieu                          | 38183      | 38490       | La Tour-du-Pin | Chartreuse-Guiers                           | CC Les Vals du Dauphiné                     | 3,73             | 516 (2022)                        | 138                | modifier les données · modifier les données |
| Grenay                           | 38184      | 38540       | Vienne         | La Verpillière                              | CC Collines Isère Nord Communauté           | 7,20             | 1 632 (2022)                      | 227                | modifier les données · modifier les données |
| Gresse-en-Vercors                | 38186      | 38650       | Grenoble       | Matheysine-Trièves                          | CC du Trièves                               | 81,13            | 356 (2022)                        | 4,4                | modifier les données · modifier les données |
| Le Gua                           | 38187      | 38450       | Grenoble       | Le Pont-de-Claix                            | Grenoble-Alpes Métropole                    | 28,48            | 1 883 (2022)                      | 66                 | modifier les données · modifier les données |
| Le Haut-Bréda                    | 38163      | 38580       | Grenoble       | Le Haut-Grésivaudan                         | CC Le Grésivaudan                           | 78,60            | 459 (2022)                        | 5,8                | modifier les données · modifier les données |
| Herbeys                          | 38188      | 38320       | Grenoble       | Le Pont-de-Claix                            | Grenoble-Alpes Métropole                    | 7,73             | 1 388 (2022)                      | 180                | modifier les données · modifier les données |
| Heyrieux                         | 38189      | 38540       | Vienne         | La Verpillière                              | CC Collines Isère Nord Communauté           | 13,95            | 4 824 (2022)                      | 346                | modifier les données · modifier les données |
| Hières-sur-Amby                  | 38190      | 38118       | La Tour-du-Pin | Charvieu-Chavagneux                         | CC Les Balcons du Dauphiné                  | 8,73             | 1 198 (2022)                      | 137                | modifier les données · modifier les données |
| Huez                             | 38191      | 38750       | Grenoble       | Oisans-Romanche                             | CC de l'Oisans                              | 14,16            | 1 264 (2022)                      | 89                 | modifier les données · modifier les données |
| Hurtières                        | 38192      | 38570       | Grenoble       | Le Haut-Grésivaudan                         | CC Le Grésivaudan                           | 3,35             | 220 (2022)                        | 66                 | modifier les données · modifier les données |
| L'Isle-d'Abeau                   | 38193      | 38080       | La Tour-du-Pin | L'Isle-d'Abeau                              | CA Porte de l'Isère                         | 9,11             | 17 096 (2022)                     | 1 877              | modifier les données · modifier les données |
| Izeaux                           | 38194      | 38140       | Grenoble       | Le Grand-Lemps                              | CC de Bièvre Est                            | 15,54            | 2 138 (2022)                      | 138                | modifier les données · modifier les données |
| Izeron                           | 38195      | 38160       | Grenoble       | Le Sud Grésivaudan                          | CC Saint-Marcellin Vercors Isère Communauté | 17,19            | 781 (2022)                        | 45                 | modifier les données · modifier les données |
| Janneyrias                       | 38197      | 38280       | La Tour-du-Pin | Charvieu-Chavagneux                         | CC Lyon Saint-Exupéry en Dauphiné           | 10,52            | 1 911 (2022)                      | 182                | modifier les données · modifier les données |
| Jarcieu                          | 38198      | 38270       | Vienne         | Roussillon                                  | CC Entre Bièvre et Rhône                    | 6,31             | 1 135 (2022)                      | 180                | modifier les données · modifier les données |
| Jardin                           | 38199      | 38200       | Vienne         | Vienne-2                                    | CA Vienne Condrieu Agglomération            | 9,25             | 2 156 (2022)                      | 233                | modifier les données · modifier les données |
| Jarrie                           | 38200      | 38560       | Grenoble       | Le Pont-de-Claix                            | Grenoble-Alpes Métropole                    | 13,26            | 3 925 (2022)                      | 296                | modifier les données · modifier les données |
| Laffrey                          | 38203      | 38220       | Grenoble       | Matheysine-Trièves                          | CC de la Matheysine                         | 6,72             | 468 (2022)                        | 70                 | modifier les données · modifier les données |
| Lalley                           | 38204      | 38930       | Grenoble       | Matheysine-Trièves                          | CC du Trièves                               | 23,65            | 183 (2022)                        | 7,7                | modifier les données · modifier les données |
| Lans-en-Vercors                  | 38205      | 38250       | Grenoble       | Fontaine-Vercors                            | CC du Massif du Vercors                     | 38,67            | 2 698 (2022)                      | 70                 | modifier les données · modifier les données |
| Laval-en-Belledonne              | 38206      | 38190       | Grenoble       | Le Moyen Grésivaudan                        | CC Le Grésivaudan                           | 25,33            | 1 009 (2022)                      | 40                 | modifier les données · modifier les données |
| Lavaldens                        | 38207      | 38350       | Grenoble       | Matheysine-Trièves                          | CC de la Matheysine                         | 41,40            | 161 (2022)                        | 3,9                | modifier les données · modifier les données |
| Lavars                           | 38208      | 38710       | Grenoble       | Matheysine-Trièves                          | CC du Trièves                               | 14,80            | 164 (2022)                        | 11                 | modifier les données · modifier les données |
| Lentiol                          | 38209      | 38270       | Vienne         | Bièvre                                      | CC Bièvre Isère                             | 7,60             | 247 (2022)                        | 33                 | modifier les données · modifier les données |
| Leyrieu                          | 38210      | 38460       | La Tour-du-Pin | Charvieu-Chavagneux                         | CC Les Balcons du Dauphiné                  | 6,39             | 919 (2022)                        | 144                | modifier les données · modifier les données |
| Lieudieu                         | 38211      | 38440       | Vienne         | Bièvre                                      | CC Bièvre Isère                             | 5,94             | 347 (2022)                        | 58                 | modifier les données · modifier les données |
| Livet-et-Gavet                   | 38212      | 38220       | Grenoble       | Oisans-Romanche                             | CC de l'Oisans                              | 46,54            | 1 258 (2022)                      | 27                 | modifier les données · modifier les données |
| Longechenal                      | 38213      | 38690       | Vienne         | Le Grand-Lemps                              | CC Bièvre Isère                             | 8,12             | 605 (2022)                        | 75                 | modifier les données · modifier les données |
| Lumbin                           | 38214      | 38660       | Grenoble       | Le Moyen Grésivaudan                        | CC Le Grésivaudan                           | 6,77             | 2 157 (2022)                      | 319                | modifier les données · modifier les données |
| Luzinay                          | 38215      | 38200       | Vienne         | Vienne-1                                    | CA Vienne Condrieu Agglomération            | 18,96            | 2 438 (2022)                      | 129                | modifier les données · modifier les données |
| Malleval-en-Vercors              | 38216      | 38470       | Grenoble       | Le Sud Grésivaudan                          | CC Saint-Marcellin Vercors Isère Communauté | 14,10            | 56 (2022)                         | 4,0                | modifier les données · modifier les données |
| Marcieu                          | 38217      | 38350       | Grenoble       | Matheysine-Trièves                          | CC de la Matheysine                         | 11,97            | 68 (2022)                         | 5,7                | modifier les données · modifier les données |
| Marcilloles                      | 38218      | 38260       | Vienne         | Bièvre                                      | CC Bièvre Isère                             | 9,50             | 1 186 (2022)                      | 125                | modifier les données · modifier les données |
| Marcollin                        | 38219      | 38270       | Vienne         | Bièvre                                      | CC Bièvre Isère                             | 10,69            | 613 (2022)                        | 57                 | modifier les données · modifier les données |
| Marnans                          | 38221      | 38980       | Vienne         | Bièvre                                      | CC Bièvre Isère                             | 6,60             | 132 (2022)                        | 20                 | modifier les données · modifier les données |
| Massieu                          | 38222      | 38620       | La Tour-du-Pin | Le Grand-Lemps                              | CA du Pays voironnais                       | 10,46            | 757 (2022)                        | 72                 | modifier les données · modifier les données |
| Maubec                           | 38223      | 38300       | La Tour-du-Pin | L'Isle-d'Abeau                              | CA Porte de l'Isère                         | 8,57             | 1 920 (2022)                      | 224                | modifier les données · modifier les données |
| Mayres-Savel                     | 38224      | 38350       | Grenoble       | Matheysine-Trièves                          | CC de la Matheysine                         | 12,51            | 92 (2022)                         | 7,4                | modifier les données · modifier les données |
| Mens                             | 38226      | 38710       | Grenoble       | Matheysine-Trièves                          | CC du Trièves                               | 28,29            | 1 431 (2022)                      | 51                 | modifier les données · modifier les données |
| Merlas                           | 38228      | 38620       | La Tour-du-Pin | Chartreuse-Guiers                           | CA du Pays voironnais                       | 15,64            | 466 (2022)                        | 30                 | modifier les données · modifier les données |
| Meylan                           | 38229      | 38240       | Grenoble       | Meylan                                      | Grenoble-Alpes Métropole                    | 12,32            | 18 790 (2022)                     | 1 525              | modifier les données · modifier les données |
| Meyrié                           | 38230      | 38300       | La Tour-du-Pin | Bourgoin-Jallieu                            | CA Porte de l'Isère                         | 3,43             | 1 088 (2022)                      | 317                | modifier les données · modifier les données |
| Meyrieu-les-Étangs               | 38231      | 38440       | Vienne         | L'Isle-d'Abeau                              | CC Bièvre Isère                             | 8,54             | 1 029 (2022)                      | 120                | modifier les données · modifier les données |
| Meyssiez                         | 38232      | 38440       | Vienne         | Bièvre                                      | CA Vienne Condrieu Agglomération            | 13,88            | 665 (2022)                        | 48                 | modifier les données · modifier les données |
| Miribel-Lanchâtre                | 38235      | 38450       | Grenoble       | Matheysine-Trièves                          | Grenoble-Alpes Métropole                    | 9,65             | 450 (2022)                        | 47                 | modifier les données · modifier les données |
| Miribel-les-Échelles             | 38236      | 38380       | Grenoble       | Chartreuse-Guiers                           | CC Cœur de Chartreuse                       | 29,34            | 1 740 (2022)                      | 59                 | modifier les données · modifier les données |
| Mizoën                           | 38237      | 38142       | Grenoble       | Oisans-Romanche                             | CC de l'Oisans                              | 14,60            | 192 (2022)                        | 13                 | modifier les données · modifier les données |
| Moidieu-Détourbe                 | 38238      | 38440       | Vienne         | Vienne-1                                    | CA Vienne Condrieu Agglomération            | 18,04            | 1 971 (2022)                      | 109                | modifier les données · modifier les données |
| Moirans                          | 38239      | 38430       | Grenoble       | Tullins                                     | CA du Pays voironnais                       | 20,06            | 7 573 (2022)                      | 378                | modifier les données · modifier les données |
| Moissieu-sur-Dolon               | 38240      | 38270       | Vienne         | Roussillon                                  | CC Entre Bièvre et Rhône                    | 14,38            | 721 (2022)                        | 50                 | modifier les données · modifier les données |
| Monestier-d'Ambel                | 38241      | 38970       | Grenoble       | Matheysine-Trièves                          | CC de la Matheysine                         | 11,02            | 14 (2022)                         | 1,3                | modifier les données · modifier les données |
| Monestier-de-Clermont            | 38242      | 38650       | Grenoble       | Matheysine-Trièves                          | CC du Trièves                               | 5,45             | 1 463 (2022)                      | 268                | modifier les données · modifier les données |
| Monestier-du-Percy               | 38243      | 38930       | Grenoble       | Matheysine-Trièves                          | CC du Trièves                               | 14,99            | 256 (2022)                        | 17                 | modifier les données · modifier les données |
| Monsteroux-Milieu                | 38244      | 38122       | Vienne         | Roussillon                                  | CC Entre Bièvre et Rhône                    | 8,17             | 782 (2022)                        | 96                 | modifier les données · modifier les données |
| Mont-Saint-Martin                | 38258      | 38120       | Grenoble       | Grenoble-2                                  | Grenoble-Alpes Métropole                    | 5,31             | 93 (2022)                         | 18                 | modifier les données · modifier les données |
| Montagne                         | 38245      | 38160       | Grenoble       | Le Sud Grésivaudan                          | CC Saint-Marcellin Vercors Isère Communauté | 8,78             | 273 (2022)                        | 31                 | modifier les données · modifier les données |
| Montagnieu                       | 38246      | 38110       | La Tour-du-Pin | La Tour-du-Pin                              | CC Les Vals du Dauphiné                     | 8,83             | 1 171 (2022)                      | 133                | modifier les données · modifier les données |
| Montalieu-Vercieu                | 38247      | 38390       | La Tour-du-Pin | Morestel                                    | CC Les Balcons du Dauphiné                  | 8,66             | 3 508 (2022)                      | 405                | modifier les données · modifier les données |
| Montaud                          | 38248      | 38210       | Grenoble       | Tullins                                     | CC Saint-Marcellin Vercors Isère Communauté | 14,59            | 529 (2022)                        | 36                 | modifier les données · modifier les données |
| Montbonnot-Saint-Martin          | 38249      | 38330       | Grenoble       | Meylan                                      | CC Le Grésivaudan                           | 6,38             | 5 554 (2022)                      | 871                | modifier les données · modifier les données |
| Montcarra                        | 38250      | 38890       | La Tour-du-Pin | La Tour-du-Pin                              | CC Les Balcons du Dauphiné                  | 4,90             | 606 (2022)                        | 124                | modifier les données · modifier les données |
| Montchaboud                      | 38252      | 38220       | Grenoble       | Oisans-Romanche                             | Grenoble-Alpes Métropole                    | 1,96             | 347 (2022)                        | 177                | modifier les données · modifier les données |
| Monteynard                       | 38254      | 38770       | Grenoble       | Matheysine-Trièves                          | CC de la Matheysine                         | 10,72            | 500 (2022)                        | 47                 | modifier les données · modifier les données |
| Montfalcon                       | 38255      | 38940       | Vienne         | Bièvre                                      | CC Bièvre Isère                             | 5,82             | 131 (2022)                        | 23                 | modifier les données · modifier les données |
| Montferrat                       | 38256      | 38620       | La Tour-du-Pin | Le Grand-Lemps                              | CA du Pays voironnais                       | 12,26            | 1 839 (2022)                      | 150                | modifier les données · modifier les données |
| Montrevel                        | 38257      | 38690       | La Tour-du-Pin | Le Grand-Lemps                              | CC Les Vals du Dauphiné                     | 9,37             | 447 (2022)                        | 48                 | modifier les données · modifier les données |
| Montseveroux                     | 38259      | 38122       | Vienne         | Roussillon                                  | CC Entre Bièvre et Rhône                    | 16,48            | 998 (2022)                        | 61                 | modifier les données · modifier les données |
| Moras                            | 38260      | 38460       | La Tour-du-Pin | Charvieu-Chavagneux                         | CC Les Balcons du Dauphiné                  | 8,32             | 523 (2022)                        | 63                 | modifier les données · modifier les données |
| Morestel                         | 38261      | 38510       | La Tour-du-Pin | Morestel                                    | CC Les Balcons du Dauphiné                  | 8,03             | 4 416 (2022)                      | 550                | modifier les données · modifier les données |
| Morette                          | 38263      | 38210       | Grenoble       | Le Sud Grésivaudan                          | CC Saint-Marcellin Vercors Isère Communauté | 6,27             | 360 (2022)                        | 57                 | modifier les données · modifier les données |
| La Morte                         | 38264      | 38350       | Grenoble       | Oisans-Romanche                             | CC de la Matheysine                         | 19,45            | 139 (2022)                        | 7,1                | modifier les données · modifier les données |
| La Motte-d'Aveillans             | 38265      | 38770       | Grenoble       | Matheysine-Trièves                          | CC de la Matheysine                         | 9,78             | 1 727 (2022)                      | 177                | modifier les données · modifier les données |
| La Motte-Saint-Martin            | 38266      | 38770       | Grenoble       | Matheysine-Trièves                          | CC de la Matheysine                         | 14,64            | 454 (2022)                        | 31                 | modifier les données · modifier les données |
| Mottier                          | 38267      | 38260       | Vienne         | Bièvre                                      | CC Bièvre Isère                             | 10,72            | 843 (2022)                        | 79                 | modifier les données · modifier les données |
| Le Moutaret                      | 38268      | 38580       | Grenoble       | Le Haut-Grésivaudan                         | CC Le Grésivaudan                           | 5,29             | 254 (2022)                        | 48                 | modifier les données · modifier les données |
| La Mure                          | 38269      | 38350       | Grenoble       | Matheysine-Trièves                          | CC de la Matheysine                         | 8,33             | 4 940 (2022)                      | 593                | modifier les données · modifier les données |
| La Murette                       | 38270      | 38140       | Grenoble       | Voiron                                      | CA du Pays voironnais                       | 4,22             | 1 838 (2022)                      | 436                | modifier les données · modifier les données |
| Murianette                       | 38271      | 38420       | Grenoble       | Meylan                                      | Grenoble-Alpes Métropole                    | 6,07             | 866 (2022)                        | 143                | modifier les données · modifier les données |
| Murinais                         | 38272      | 38160       | Grenoble       | Le Sud Grésivaudan                          | CC Saint-Marcellin Vercors Isère Communauté | 8,22             | 408 (2022)                        | 50                 | modifier les données · modifier les données |
| Nantes-en-Ratier                 | 38273      | 38350       | Grenoble       | Matheysine-Trièves                          | CC de la Matheysine                         | 12,13            | 468 (2022)                        | 39                 | modifier les données · modifier les données |
| Nivolas-Vermelle                 | 38276      | 38300       | La Tour-du-Pin | Bourgoin-Jallieu                            | CA Porte de l'Isère                         | 6,09             | 2 716 (2022)                      | 446                | modifier les données · modifier les données |
| Notre-Dame-de-Commiers           | 38277      | 38450       | Grenoble       | Le Pont-de-Claix                            | Grenoble-Alpes Métropole                    | 4,79             | 527 (2022)                        | 110                | modifier les données · modifier les données |
| Notre-Dame-de-l'Osier            | 38278      | 38470       | Grenoble       | Le Sud Grésivaudan                          | CC Saint-Marcellin Vercors Isère Communauté | 8,38             | 523 (2022)                        | 62                 | modifier les données · modifier les données |
| Notre-Dame-de-Mésage             | 38279      | 38220       | Grenoble       | Oisans-Romanche                             | Grenoble-Alpes Métropole                    | 4,53             | 1 117 (2022)                      | 247                | modifier les données · modifier les données |
| Notre-Dame-de-Vaulx              | 38280      | 38144       | Grenoble       | Matheysine-Trièves                          | CC de la Matheysine                         | 7,88             | 518 (2022)                        | 66                 | modifier les données · modifier les données |
| Noyarey                          | 38281      | 38360       | Grenoble       | Fontaine-Vercors                            | Grenoble-Alpes Métropole                    | 16,86            | 2 321 (2022)                      | 138                | modifier les données · modifier les données |
| Optevoz                          | 38282      | 38460       | La Tour-du-Pin | Morestel                                    | CC Les Balcons du Dauphiné                  | 12,00            | 877 (2022)                        | 73                 | modifier les données · modifier les données |
| Oris-en-Rattier                  | 38283      | 38350       | Grenoble       | Matheysine-Trièves                          | CC de la Matheysine                         | 18,83            | 108 (2022)                        | 5,7                | modifier les données · modifier les données |
| Ornacieux-Balbins                | 38284      | 38260       | Vienne         | Bièvre                                      | CC Bièvre Isère                             | 12,15            | 878 (2022)                        | 72                 | modifier les données · modifier les données |
| Ornon                            | 38285      | 38520       | Grenoble       | Oisans-Romanche                             | CC de l'Oisans                              | 11,60            | 151 (2022)                        | 13                 | modifier les données · modifier les données |
| Oulles                           | 38286      | 38520       | Grenoble       | Oisans-Romanche                             | CC de l'Oisans                              | 11,01            | 16 (2022)                         | 1,5                | modifier les données · modifier les données |
| Oyeu                             | 38287      | 38690       | La Tour-du-Pin | Le Grand-Lemps                              | CC de Bièvre Est                            | 13,69            | 1 092 (2022)                      | 80                 | modifier les données · modifier les données |
| Oytier-Saint-Oblas               | 38288      | 38780       | Vienne         | La Verpillière                              | CC Collines Isère Nord Communauté           | 14,30            | 1 733 (2022)                      | 121                | modifier les données · modifier les données |
| Oz                               | 38289      | 38114       | Grenoble       | Oisans-Romanche                             | CC de l'Oisans                              | 16,81            | 214 (2022)                        | 13                 | modifier les données · modifier les données |
| Pact                             | 38290      | 38270       | Vienne         | Roussillon                                  | CC Entre Bièvre et Rhône                    | 9,74             | 864 (2022)                        | 89                 | modifier les données · modifier les données |
| Pajay                            | 38291      | 38260       | Vienne         | Bièvre                                      | CC Bièvre Isère                             | 14,32            | 1 052 (2022)                      | 73                 | modifier les données · modifier les données |
| Panossas                         | 38294      | 38460       | La Tour-du-Pin | Charvieu-Chavagneux                         | CC Les Balcons du Dauphiné                  | 7,99             | 682 (2022)                        | 85                 | modifier les données · modifier les données |
| Parmilieu                        | 38295      | 38390       | La Tour-du-Pin | Morestel                                    | CC Les Balcons du Dauphiné                  | 12,83            | 727 (2022)                        | 57                 | modifier les données · modifier les données |
| Le Passage                       | 38296      | 38490       | La Tour-du-Pin | La Tour-du-Pin                              | CC Les Vals du Dauphiné                     | 6,68             | 972 (2022)                        | 146                | modifier les données · modifier les données |
| Le Péage-de-Roussillon           | 38298      | 38550       | Vienne         | Roussillon                                  | CC Entre Bièvre et Rhône                    | 7,41             | 6 587 (2022)                      | 889                | modifier les données · modifier les données |
| Pellafol                         | 38299      | 38970       | Grenoble       | Matheysine-Trièves                          | CC de la Matheysine                         | 34,73            | 134 (2022)                        | 3,9                | modifier les données · modifier les données |
| Penol                            | 38300      | 38260       | Vienne         | Bièvre                                      | CC Bièvre Isère                             | 12,16            | 377 (2022)                        | 31                 | modifier les données · modifier les données |
| Le Percy                         | 38301      | 38930       | Grenoble       | Matheysine-Trièves                          | CC du Trièves                               | 15,93            | 167 (2022)                        | 10                 | modifier les données · modifier les données |
| La Pierre                        | 38303      | 38570       | Grenoble       | Le Haut-Grésivaudan                         | CC Le Grésivaudan                           | 3,31             | 648 (2022)                        | 196                | modifier les données · modifier les données |
| Pierre-Châtel                    | 38304      | 38119       | Grenoble       | Matheysine-Trièves                          | CC de la Matheysine                         | 11,48            | 1 485 (2022)                      | 129                | modifier les données · modifier les données |
| Pisieu                           | 38307      | 38270       | Vienne         | Roussillon                                  | CC Entre Bièvre et Rhône                    | 18,76            | 526 (2022)                        | 28                 | modifier les données · modifier les données |
| Plan                             | 38308      | 38590       | Vienne         | Bièvre                                      | CC Bièvre Isère                             | 6,10             | 296 (2022)                        | 49                 | modifier les données · modifier les données |
| Plateau-des-Petites-Roches       | 38395      | 38660       | Grenoble       | Le Moyen Grésivaudan                        | CC Le Grésivaudan                           | 36,91            | 2 432 (2022)                      | 66                 | modifier les données · modifier les données |
| Poisat                           | 38309      | 38320       | Grenoble       | Saint-Martin-d'Hères                        | Grenoble-Alpes Métropole                    | 2,56             | 2 120 (2022)                      | 828                | modifier les données · modifier les données |
| Poliénas                         | 38310      | 38210       | Grenoble       | Tullins                                     | CC Saint-Marcellin Vercors Isère Communauté | 14,03            | 1 114 (2022)                      | 79                 | modifier les données · modifier les données |
| Pommier-de-Beaurepaire           | 38311      | 38260       | Vienne         | Roussillon                                  | CC Entre Bièvre et Rhône                    | 19,16            | 731 (2022)                        | 38                 | modifier les données · modifier les données |
| Ponsonnas                        | 38313      | 38350       | Grenoble       | Matheysine-Trièves                          | CC de la Matheysine                         | 2,90             | 289 (2022)                        | 100                | modifier les données · modifier les données |
| Le Pont-de-Beauvoisin            | 38315      | 38480       | La Tour-du-Pin | Chartreuse-Guiers                           | CC Les Vals du Dauphiné                     | 7,36             | 3 582 (2022)                      | 487                | modifier les données · modifier les données |
| Pont-de-Chéruy                   | 38316      | 38230       | La Tour-du-Pin | Charvieu-Chavagneux                         | CC Lyon Saint-Exupéry en Dauphiné           | 2,51             | 6 107 (2022)                      | 2 433              | modifier les données · modifier les données |
| Le Pont-de-Claix                 | 38317      | 38800       | Grenoble       | Le Pont-de-Claix                            | Grenoble-Alpes Métropole                    | 5,60             | 10 846 (2022)                     | 1 937              | modifier les données · modifier les données |
| Pont-en-Royans                   | 38319      | 38680       | Grenoble       | Le Sud Grésivaudan                          | CC Saint-Marcellin Vercors Isère Communauté | 2,90             | 809 (2022)                        | 279                | modifier les données · modifier les données |
| Pont-Évêque                      | 38318      | 38780       | Vienne         | Vienne-1                                    | CA Vienne Condrieu Agglomération            | 8,76             | 5 843 (2022)                      | 667                | modifier les données · modifier les données |
| Pontcharra                       | 38314      | 38530       | Grenoble       | Le Haut-Grésivaudan                         | CC Le Grésivaudan                           | 15,58            | 7 373 (2022)                      | 473                | modifier les données · modifier les données |
| Porcieu-Amblagnieu               | 38320      | 38390       | La Tour-du-Pin | Morestel                                    | CC Les Balcons du Dauphiné                  | 15,80            | 1 792 (2022)                      | 113                | modifier les données · modifier les données |
| Porte-des-Bonnevaux              | 38479      | 38260       | Vienne         | Bièvre                                      | CC Bièvre Isère                             | 43,88            | 2 085 (2022)                      | 48                 | modifier les données · modifier les données |
| Prébois                          | 38321      | 38710       | Grenoble       | Matheysine-Trièves                          | CC du Trièves                               | 16,03            | 172 (2022)                        | 11                 | modifier les données · modifier les données |
| Presles                          | 38322      | 38680       | Grenoble       | Le Sud Grésivaudan                          | CC Saint-Marcellin Vercors Isère Communauté | 25,68            | 100 (2022)                        | 3,9                | modifier les données · modifier les données |
| Pressins                         | 38323      | 38480       | La Tour-du-Pin | Chartreuse-Guiers                           | CC Les Vals du Dauphiné                     | 10,10            | 1 181 (2022)                      | 117                | modifier les données · modifier les données |
| Primarette                       | 38324      | 38270       | Vienne         | Roussillon                                  | CC Entre Bièvre et Rhône                    | 21,76            | 694 (2022)                        | 32                 | modifier les données · modifier les données |
| Proveysieux                      | 38325      | 38120       | Grenoble       | Grenoble-2                                  | Grenoble-Alpes Métropole                    | 20,37            | 519 (2022)                        | 25                 | modifier les données · modifier les données |
| Prunières                        | 38326      | 38350       | Grenoble       | Matheysine-Trièves                          | CC de la Matheysine                         | 8,20             | 378 (2022)                        | 46                 | modifier les données · modifier les données |
| Quaix-en-Chartreuse              | 38328      | 38950       | Grenoble       | Grenoble-2                                  | Grenoble-Alpes Métropole                    | 18,09            | 926 (2022)                        | 51                 | modifier les données · modifier les données |
| Quet-en-Beaumont                 | 38329      | 38970       | Grenoble       | Matheysine-Trièves                          | CC de la Matheysine                         | 8,10             | 79 (2022)                         | 9,8                | modifier les données · modifier les données |
| Quincieu                         | 38330      | 38470       | Grenoble       | Le Sud Grésivaudan                          | CC Saint-Marcellin Vercors Isère Communauté | 4,75             | 105 (2022)                        | 22                 | modifier les données · modifier les données |
| Réaumont                         | 38331      | 38140       | Grenoble       | Tullins                                     | CA du Pays voironnais                       | 4,95             | 1 005 (2022)                      | 203                | modifier les données · modifier les données |
| Renage                           | 38332      | 38140       | Grenoble       | Tullins                                     | CC de Bièvre Est                            | 5,06             | 3 361 (2022)                      | 664                | modifier les données · modifier les données |
| Rencurel                         | 38333      | 38680       | Grenoble       | Le Sud Grésivaudan                          | CC Saint-Marcellin Vercors Isère Communauté | 34,63            | 349 (2022)                        | 10                 | modifier les données · modifier les données |
| Revel                            | 38334      | 38420       | Grenoble       | Le Moyen Grésivaudan                        | CC Le Grésivaudan                           | 29,55            | 1 323 (2022)                      | 45                 | modifier les données · modifier les données |
| Revel-Tourdan                    | 38335      | 38270       | Vienne         | Roussillon                                  | CC Entre Bièvre et Rhône                    | 11,62            | 1 050 (2022)                      | 90                 | modifier les données · modifier les données |
| Reventin-Vaugris                 | 38336      | 38121       | Vienne         | Vienne-2                                    | CA Vienne Condrieu Agglomération            | 18,40            | 2 042 (2022)                      | 111                | modifier les données · modifier les données |
| Rives                            | 38337      | 38140       | Grenoble       | Tullins                                     | CA du Pays voironnais                       | 10,93            | 6 599 (2022)                      | 604                | modifier les données · modifier les données |
| La Rivière                       | 38338      | 38210       | Grenoble       | Le Sud Grésivaudan                          | CC Saint-Marcellin Vercors Isère Communauté | 18,45            | 725 (2022)                        | 39                 | modifier les données · modifier les données |
| Roche                            | 38339      | 38090       | La Tour-du-Pin | La Verpillière                              | CC Collines Isère Nord Communauté           | 20,14            | 2 189 (2022)                      | 109                | modifier les données · modifier les données |
| Les Roches-de-Condrieu           | 38340      | 38370       | Vienne         | Vienne-2                                    | CC Entre Bièvre et Rhône                    | 1,03             | 2 031 (2022)                      | 1 972              | modifier les données · modifier les données |
| Rochetoirin                      | 38341      | 38110       | La Tour-du-Pin | La Tour-du-Pin                              | CC Les Vals du Dauphiné                     | 10,62            | 1 102 (2022)                      | 104                | modifier les données · modifier les données |
| Roissard                         | 38342      | 38650       | Grenoble       | Matheysine-Trièves                          | CC du Trièves                               | 14,25            | 320 (2022)                        | 22                 | modifier les données · modifier les données |
| Romagnieu                        | 38343      | 38480       | La Tour-du-Pin | Chartreuse-Guiers                           | CC Les Vals du Dauphiné                     | 17,11            | 1 732 (2022)                      | 101                | modifier les données · modifier les données |
| Roussillon                       | 38344      | 38150       | Vienne         | Roussillon                                  | CC Entre Bièvre et Rhône                    | 11,62            | 8 584 (2022)                      | 739                | modifier les données · modifier les données |
| Rovon                            | 38345      | 38470       | Grenoble       | Le Sud Grésivaudan                          | CC Saint-Marcellin Vercors Isère Communauté | 11,82            | 613 (2022)                        | 52                 | modifier les données · modifier les données |
| Royas                            | 38346      | 38440       | Vienne         | Bièvre                                      | CC Bièvre Isère                             | 5,48             | 410 (2022)                        | 75                 | modifier les données · modifier les données |
| Roybon                           | 38347      | 38940       | Vienne         | Bièvre                                      | CC Bièvre Isère                             | 67,31            | 1 103 (2022)                      | 16                 | modifier les données · modifier les données |
| Ruy-Montceau                     | 38348      | 38300       | La Tour-du-Pin | Bourgoin-Jallieu                            | CA Porte de l'Isère                         | 20,81            | 4 771 (2022)                      | 229                | modifier les données · modifier les données |
| Sablons                          | 38349      | 38550       | Vienne         | Roussillon                                  | CC Entre Bièvre et Rhône                    | 10,23            | 2 306 (2022)                      | 225                | modifier les données · modifier les données |
| Saint-Agnin-sur-Bion             | 38351      | 38300       | Vienne         | L'Isle-d'Abeau                              | CC Bièvre Isère                             | 9,70             | 1 161 (2022)                      | 120                | modifier les données · modifier les données |
| Saint-Alban-de-Roche             | 38352      | 38080       | La Tour-du-Pin | L'Isle-d'Abeau                              | CA Porte de l'Isère                         | 6,11             | 2 148 (2022)                      | 352                | modifier les données · modifier les données |
| Saint-Alban-du-Rhône             | 38353      | 38370       | Vienne         | Vienne-2                                    | CC Entre Bièvre et Rhône                    | 3,56             | 960 (2022)                        | 270                | modifier les données · modifier les données |
| Saint-Albin-de-Vaulserre         | 38354      | 38480       | La Tour-du-Pin | Chartreuse-Guiers                           | CC Les Vals du Dauphiné                     | 4,99             | 421 (2022)                        | 84                 | modifier les données · modifier les données |
| Saint-Andéol                     | 38355      | 38650       | Grenoble       | Matheysine-Trièves                          | CC du Trièves                               | 29,70            | 119 (2022)                        | 4,0                | modifier les données · modifier les données |
| Saint-André-en-Royans            | 38356      | 38680       | Grenoble       | Le Sud Grésivaudan                          | CC Saint-Marcellin Vercors Isère Communauté | 10,42            | 341 (2022)                        | 33                 | modifier les données · modifier les données |
| Saint-André-le-Gaz               | 38357      | 38490       | La Tour-du-Pin | La Tour-du-Pin                              | CC Les Vals du Dauphiné                     | 8,89             | 2 726 (2022)                      | 307                | modifier les données · modifier les données |
| Saint Antoine l'Abbaye           | 38359      | 38160       | Grenoble       | Le Sud Grésivaudan                          | CC Saint-Marcellin Vercors Isère Communauté | 36,22            | 1 258 (2022)                      | 35                 | modifier les données · modifier les données |
| Saint-Appolinard                 | 38360      | 38160       | Grenoble       | Le Sud Grésivaudan                          | CC Saint-Marcellin Vercors Isère Communauté | 10,76            | 403 (2022)                        | 37                 | modifier les données · modifier les données |
| Saint-Arey                       | 38361      | 38350       | Grenoble       | Matheysine-Trièves                          | CC de la Matheysine                         | 6,67             | 73 (2022)                         | 11                 | modifier les données · modifier les données |
| Saint-Aupre                      | 38362      | 38960       | Grenoble       | Voiron                                      | CA du Pays voironnais                       | 11,93            | 1 200 (2022)                      | 101                | modifier les données · modifier les données |
| Saint-Barthélemy                 | 38363      | 38270       | Vienne         | Roussillon                                  | CC Entre Bièvre et Rhône                    | 7,98             | 929 (2022)                        | 116                | modifier les données · modifier les données |
| Saint-Barthélemy-de-Séchilienne  | 38364      | 38220       | Grenoble       | Oisans-Romanche                             | Grenoble-Alpes Métropole                    | 12,10            | 424 (2022)                        | 35                 | modifier les données · modifier les données |
| Saint-Baudille-de-la-Tour        | 38365      | 38118       | La Tour-du-Pin | Charvieu-Chavagneux                         | CC Les Balcons du Dauphiné                  | 21,76            | 842 (2022)                        | 39                 | modifier les données · modifier les données |
| Saint-Baudille-et-Pipet          | 38366      | 38710       | Grenoble       | Matheysine-Trièves                          | CC du Trièves                               | 35,97            | 258 (2022)                        | 7,2                | modifier les données · modifier les données |
| Saint-Blaise-du-Buis             | 38368      | 38140       | Grenoble       | Tullins                                     | CA du Pays voironnais                       | 5,44             | 1 064 (2022)                      | 196                | modifier les données · modifier les données |
| Saint-Bonnet-de-Chavagne         | 38370      | 38840       | Grenoble       | Le Sud Grésivaudan                          | CC Saint-Marcellin Vercors Isère Communauté | 15,18            | 659 (2022)                        | 43                 | modifier les données · modifier les données |
| Saint-Bueil                      | 38372      | 38620       | La Tour-du-Pin | Chartreuse-Guiers                           | CA du Pays voironnais                       | 3,81             | 707 (2022)                        | 186                | modifier les données · modifier les données |
| Saint-Cassien                    | 38373      | 38500       | Grenoble       | Voiron                                      | CA du Pays voironnais                       | 5,67             | 1 156 (2022)                      | 204                | modifier les données · modifier les données |
| Saint-Chef                       | 38374      | 38890       | La Tour-du-Pin | Bourgoin-Jallieu                            | CC Les Balcons du Dauphiné                  | 27,16            | 3 910 (2022)                      | 144                | modifier les données · modifier les données |
| Saint-Christophe-en-Oisans       | 38375      | 38520       | Grenoble       | Oisans-Romanche                             | CC de l'Oisans                              | 123,47           | 98 (2022)                         | 0,79               | modifier les données · modifier les données |
| Saint-Christophe-sur-Guiers      | 38376      | 38380       | Grenoble       | Chartreuse-Guiers                           | CC Cœur de Chartreuse                       | 23,54            | 836 (2022)                        | 36                 | modifier les données · modifier les données |
| Saint-Clair-de-la-Tour           | 38377      | 38110       | La Tour-du-Pin | La Tour-du-Pin                              | CC Les Vals du Dauphiné                     | 9,24             | 3 526 (2022)                      | 382                | modifier les données · modifier les données |
| Saint-Clair-du-Rhône             | 38378      | 38370       | Vienne         | Vienne-2                                    | CC Entre Bièvre et Rhône                    | 7,16             | 3 678 (2022)                      | 514                | modifier les données · modifier les données |
| Saint-Clair-sur-Galaure          | 38379      | 38940       | Vienne         | Bièvre                                      | CC Bièvre Isère                             | 15,30            | 261 (2022)                        | 17                 | modifier les données · modifier les données |
| Saint-Didier-de-Bizonnes         | 38380      | 38690       | La Tour-du-Pin | Le Grand-Lemps                              | CC de Bièvre Est                            | 7,20             | 330 (2022)                        | 46                 | modifier les données · modifier les données |
| Saint-Didier-de-la-Tour          | 38381      | 38110       | La Tour-du-Pin | La Tour-du-Pin                              | CC Les Vals du Dauphiné                     | 14,63            | 2 125 (2022)                      | 145                | modifier les données · modifier les données |
| Saint-Égrève                     | 38382      | 38120       | Grenoble       | Grenoble-2                                  | Grenoble-Alpes Métropole                    | 10,88            | 17 930 (2022)                     | 1 648              | modifier les données · modifier les données |
| Saint-Étienne-de-Crossey         | 38383      | 38960       | Grenoble       | Voiron                                      | CA du Pays voironnais                       | 12,84            | 2 603 (2022)                      | 203                | modifier les données · modifier les données |
| Saint-Étienne-de-Saint-Geoirs    | 38384      | 38590       | Vienne         | Bièvre                                      | CC Bièvre Isère                             | 18,62            | 3 352 (2022)                      | 180                | modifier les données · modifier les données |
| Saint-Geoire-en-Valdaine         | 38386      | 38620       | La Tour-du-Pin | Chartreuse-Guiers                           | CA du Pays voironnais                       | 16,73            | 2 388 (2022)                      | 143                | modifier les données · modifier les données |
| Saint-Geoirs                     | 38387      | 38590       | Vienne         | Bièvre                                      | CC Bièvre Isère                             | 6,93             | 487 (2022)                        | 70                 | modifier les données · modifier les données |
| Saint-Georges-d'Espéranche       | 38389      | 38790       | Vienne         | La Verpillière                              | CC Collines Isère Nord Communauté           | 24,65            | 3 500 (2022)                      | 142                | modifier les données · modifier les données |
| Saint-Georges-de-Commiers        | 38388      | 38450       | Grenoble       | Le Pont-de-Claix                            | Grenoble-Alpes Métropole                    | 14,62            | 2 691 (2022)                      | 184                | modifier les données · modifier les données |
| Saint-Gervais                    | 38390      | 38470       | Grenoble       | Le Sud Grésivaudan                          | CC Saint-Marcellin Vercors Isère Communauté | 13,15            | 534 (2022)                        | 41                 | modifier les données · modifier les données |
| Saint-Guillaume                  | 38391      | 38650       | Grenoble       | Matheysine-Trièves                          | CC du Trièves                               | 13,33            | 239 (2022)                        | 18                 | modifier les données · modifier les données |
| Saint-Hilaire-de-Brens           | 38392      | 38460       | La Tour-du-Pin | Charvieu-Chavagneux                         | CC Les Balcons du Dauphiné                  | 7,52             | 605 (2022)                        | 80                 | modifier les données · modifier les données |
| Saint-Hilaire-de-la-Côte         | 38393      | 38260       | Vienne         | Bièvre                                      | CC Bièvre Isère                             | 13,75            | 1 598 (2022)                      | 116                | modifier les données · modifier les données |
| Saint-Hilaire-du-Rosier          | 38394      | 38840       | Grenoble       | Le Sud Grésivaudan                          | CC Saint-Marcellin Vercors Isère Communauté | 16,42            | 1 934 (2022)                      | 118                | modifier les données · modifier les données |
| Saint-Honoré                     | 38396      | 38350       | Grenoble       | Matheysine-Trièves                          | CC de la Matheysine                         | 14,58            | 819 (2022)                        | 56                 | modifier les données · modifier les données |
| Saint-Ismier                     | 38397      | 38330       | Grenoble       | Le Moyen Grésivaudan                        | CC Le Grésivaudan                           | 14,90            | 7 087 (2022)                      | 476                | modifier les données · modifier les données |
| Saint-Jean-d'Avelanne            | 38398      | 38480       | La Tour-du-Pin | Chartreuse-Guiers                           | CC Les Vals du Dauphiné                     | 7,85             | 979 (2022)                        | 125                | modifier les données · modifier les données |
| Saint-Jean-d'Hérans              | 38403      | 38710       | Grenoble       | Matheysine-Trièves                          | CC du Trièves                               | 17,48            | 308 (2022)                        | 18                 | modifier les données · modifier les données |
| Saint-Jean-de-Bournay            | 38399      | 38440       | Vienne         | L'Isle-d'Abeau                              | CC Bièvre Isère                             | 26,87            | 4 762 (2022)                      | 177                | modifier les données · modifier les données |
| Saint-Jean-de-Moirans            | 38400      | 38430       | Grenoble       | Tullins                                     | CA du Pays voironnais                       | 6,43             | 3 601 (2022)                      | 560                | modifier les données · modifier les données |
| Saint-Jean-de-Soudain            | 38401      | 38110       | La Tour-du-Pin | La Tour-du-Pin                              | CC Les Vals du Dauphiné                     | 7,48             | 1 698 (2022)                      | 227                | modifier les données · modifier les données |
| Saint-Jean-de-Vaulx              | 38402      | 38220       | Grenoble       | Matheysine-Trièves                          | CC de la Matheysine                         | 10,73            | 526 (2022)                        | 49                 | modifier les données · modifier les données |
| Saint-Jean-le-Vieux              | 38404      | 38420       | Grenoble       | Le Moyen Grésivaudan                        | CC Le Grésivaudan                           | 4,59             | 276 (2022)                        | 60                 | modifier les données · modifier les données |
| Saint-Joseph-de-Rivière          | 38405      | 38134       | Grenoble       | Chartreuse-Guiers                           | CC Cœur de Chartreuse                       | 17,39            | 1 243 (2022)                      | 71                 | modifier les données · modifier les données |
| Saint-Julien-de-l'Herms          | 38406      | 38122       | Vienne         | Roussillon                                  | CC Entre Bièvre et Rhône                    | 9,17             | 163 (2022)                        | 18                 | modifier les données · modifier les données |
| Saint-Just-Chaleyssin            | 38408      | 38540       | Vienne         | La Verpillière                              | CC Collines Isère Nord Communauté           | 13,95            | 2 678 (2022)                      | 192                | modifier les données · modifier les données |
| Saint-Just-de-Claix              | 38409      | 38680       | Grenoble       | Le Sud Grésivaudan                          | CC Saint-Marcellin Vercors Isère Communauté | 11,59            | 1 381 (2022)                      | 119                | modifier les données · modifier les données |
| Saint-Lattier                    | 38410      | 38840       | Grenoble       | Le Sud Grésivaudan                          | CC Saint-Marcellin Vercors Isère Communauté | 18,17            | 1 468 (2022)                      | 81                 | modifier les données · modifier les données |
| Saint-Laurent-du-Pont            | 38412      | 38380       | Grenoble       | Chartreuse-Guiers                           | CC Cœur de Chartreuse                       | 35,25            | 4 502 (2022)                      | 128                | modifier les données · modifier les données |
| Saint-Laurent-en-Beaumont        | 38413      | 38350       | Grenoble       | Matheysine-Trièves                          | CC de la Matheysine                         | 13,15            | 419 (2022)                        | 32                 | modifier les données · modifier les données |
| Saint-Marcel-Bel-Accueil         | 38415      | 38080       | La Tour-du-Pin | Bourgoin-Jallieu                            | CC Les Balcons du Dauphiné                  | 18,23            | 1 507 (2022)                      | 83                 | modifier les données · modifier les données |
| Saint-Marcellin                  | 38416      | 38160       | Grenoble       | Le Sud Grésivaudan                          | CC Saint-Marcellin Vercors Isère Communauté | 7,81             | 7 705 (2022)                      | 987                | modifier les données · modifier les données |
| Saint-Martin-d'Hères             | 38421      | 38400       | Grenoble       | Saint-Martin-d'Hères                        | Grenoble-Alpes Métropole                    | 9,26             | 38 022 (2022)                     | 4 106              | modifier les données · modifier les données |
| Saint-Martin-d'Uriage            | 38422      | 38410       | Grenoble       | Oisans-Romanche                             | CC Le Grésivaudan                           | 29,69            | 5 512 (2022)                      | 186                | modifier les données · modifier les données |
| Saint-Martin-de-Clelles          | 38419      | 38930       | Grenoble       | Matheysine-Trièves                          | CC du Trièves                               | 14,72            | 184 (2022)                        | 13                 | modifier les données · modifier les données |
| Saint-Martin-de-la-Cluze         | 38115      | 38650       | Grenoble       | Matheysine-Trièves                          | CC du Trièves                               | 16,26            | 749 (2022)                        | 46                 | modifier les données · modifier les données |
| Saint-Martin-de-Vaulserre        | 38420      | 38480       | La Tour-du-Pin | Chartreuse-Guiers                           | CC Les Vals du Dauphiné                     | 3,92             | 241 (2022)                        | 61                 | modifier les données · modifier les données |
| Saint-Martin-le-Vinoux           | 38423      | 38950       | Grenoble       | Grenoble-2                                  | Grenoble-Alpes Métropole                    | 10,06            | 5 957 (2022)                      | 592                | modifier les données · modifier les données |
| Saint-Maurice-en-Trièves         | 38424      | 38930       | Grenoble       | Matheysine-Trièves                          | CC du Trièves                               | 12,94            | 179 (2022)                        | 14                 | modifier les données · modifier les données |
| Saint-Maurice-l'Exil             | 38425      | 38550       | Vienne         | Vienne-2                                    | CC Entre Bièvre et Rhône                    | 12,82            | 6 722 (2022)                      | 524                | modifier les données · modifier les données |
| Saint-Maximin                    | 38426      | 38530       | Grenoble       | Le Haut-Grésivaudan                         | CC Le Grésivaudan                           | 10,35            | 672 (2022)                        | 65                 | modifier les données · modifier les données |
| Saint-Michel-de-Saint-Geoirs     | 38427      | 38590       | Vienne         | Bièvre                                      | CC Bièvre Isère                             | 7,14             | 290 (2022)                        | 41                 | modifier les données · modifier les données |
| Saint-Michel-en-Beaumont         | 38428      | 38350       | Grenoble       | Matheysine-Trièves                          | CC de la Matheysine                         | 8,04             | 32 (2022)                         | 4,0                | modifier les données · modifier les données |
| Saint-Michel-les-Portes          | 38429      | 38650       | Grenoble       | Matheysine-Trièves                          | CC du Trièves                               | 20,59            | 283 (2022)                        | 14                 | modifier les données · modifier les données |
| Saint-Mury-Monteymond            | 38430      | 38190       | Grenoble       | Le Moyen Grésivaudan                        | CC Le Grésivaudan                           | 11,09            | 335 (2022)                        | 30                 | modifier les données · modifier les données |
| Saint-Nazaire-les-Eymes          | 38431      | 38330       | Grenoble       | Le Moyen Grésivaudan                        | CC Le Grésivaudan                           | 8,49             | 3 013 (2022)                      | 355                | modifier les données · modifier les données |
| Saint-Nicolas-de-Macherin        | 38432      | 38500       | Grenoble       | Voiron                                      | CA du Pays voironnais                       | 10,60            | 944 (2022)                        | 89                 | modifier les données · modifier les données |
| Saint-Nizier-du-Moucherotte      | 38433      | 38250       | Grenoble       | Fontaine-Vercors                            | CC du Massif du Vercors                     | 11,26            | 1 132 (2022)                      | 101                | modifier les données · modifier les données |
| Saint-Ondras                     | 38434      | 38490       | La Tour-du-Pin | Le Grand-Lemps                              | CC Les Vals du Dauphiné                     | 8,15             | 661 (2022)                        | 81                 | modifier les données · modifier les données |
| Saint-Paul-d'Izeaux              | 38437      | 38140       | Vienne         | Bièvre                                      | CC Bièvre Isère                             | 7,63             | 303 (2022)                        | 40                 | modifier les données · modifier les données |
| Saint-Paul-de-Varces             | 38436      | 38760       | Grenoble       | Le Pont-de-Claix                            | Grenoble-Alpes Métropole                    | 19,69            | 2 212 (2022)                      | 112                | modifier les données · modifier les données |
| Saint-Paul-lès-Monestier         | 38438      | 38650       | Grenoble       | Matheysine-Trièves                          | CC du Trièves                               | 13,88            | 284 (2022)                        | 20                 | modifier les données · modifier les données |
| Saint-Pierre-d'Entremont         | 38446      | 38380       | Grenoble       | Chartreuse-Guiers                           | CC Cœur de Chartreuse                       | 32,31            | 576 (2022)                        | 18                 | modifier les données · modifier les données |
| Saint-Pierre-de-Bressieux        | 38440      | 38870       | Vienne         | Bièvre                                      | CC Bièvre Isère                             | 23,08            | 778 (2022)                        | 34                 | modifier les données · modifier les données |
| Saint-Pierre-de-Chartreuse       | 38442      | 38380       | Grenoble       | Chartreuse-Guiers                           | CC Cœur de Chartreuse                       | 80,12            | 935 (2022)                        | 12                 | modifier les données · modifier les données |
| Saint-Pierre-de-Chérennes        | 38443      | 38160       | Grenoble       | Le Sud Grésivaudan                          | CC Saint-Marcellin Vercors Isère Communauté | 12,03            | 467 (2022)                        | 39                 | modifier les données · modifier les données |
| Saint-Pierre-de-Méaroz           | 38444      | 38350       | Grenoble       | Matheysine-Trièves                          | CC de la Matheysine                         | 4,64             | 105 (2022)                        | 23                 | modifier les données · modifier les données |
| Saint-Pierre-de-Mésage           | 38445      | 38220       | Grenoble       | Oisans-Romanche                             | Grenoble-Alpes Métropole                    | 7,03             | 788 (2022)                        | 112                | modifier les données · modifier les données |
| Saint-Prim                       | 38448      | 38370       | Vienne         | Vienne-2                                    | CC Entre Bièvre et Rhône                    | 7,30             | 1 454 (2022)                      | 199                | modifier les données · modifier les données |
| Saint-Quentin-Fallavier          | 38449      | 38070       | La Tour-du-Pin | La Verpillière                              | CA Porte de l'Isère                         | 22,83            | 6 182 (2022)                      | 271                | modifier les données · modifier les données |
| Saint-Quentin-sur-Isère          | 38450      | 38210       | Grenoble       | Tullins                                     | CC Saint-Marcellin Vercors Isère Communauté | 19,45            | 1 472 (2022)                      | 76                 | modifier les données · modifier les données |
| Saint-Romain-de-Jalionas         | 38451      | 38460       | La Tour-du-Pin | Charvieu-Chavagneux                         | CC Les Balcons du Dauphiné                  | 13,65            | 3 405 (2022)                      | 249                | modifier les données · modifier les données |
| Saint-Romain-de-Surieu           | 38452      | 38150       | Vienne         | Roussillon                                  | CC Entre Bièvre et Rhône                    | 4,71             | 465 (2022)                        | 99                 | modifier les données · modifier les données |
| Saint-Romans                     | 38453      | 38160       | Grenoble       | Le Sud Grésivaudan                          | CC Saint-Marcellin Vercors Isère Communauté | 17,04            | 1 849 (2022)                      | 109                | modifier les données · modifier les données |
| Saint-Sauveur                    | 38454      | 38160       | Grenoble       | Le Sud Grésivaudan                          | CC Saint-Marcellin Vercors Isère Communauté | 9,42             | 2 108 (2022)                      | 224                | modifier les données · modifier les données |
| Saint-Savin                      | 38455      | 38300       | La Tour-du-Pin | Bourgoin-Jallieu                            | CA Porte de l'Isère                         | 24,55            | 4 297 (2022)                      | 175                | modifier les données · modifier les données |
| Saint-Siméon-de-Bressieux        | 38457      | 38870       | Vienne         | Bièvre                                      | CC Bièvre Isère                             | 18,79            | 3 107 (2022)                      | 165                | modifier les données · modifier les données |
| Saint-Sorlin-de-Morestel         | 38458      | 38510       | La Tour-du-Pin | Morestel                                    | CC Les Balcons du Dauphiné                  | 5,38             | 613 (2022)                        | 114                | modifier les données · modifier les données |
| Saint-Sorlin-de-Vienne           | 38459      | 38200       | Vienne         | Vienne-2                                    | CA Vienne Condrieu Agglomération            | 9,94             | 967 (2022)                        | 97                 | modifier les données · modifier les données |
| Saint-Sulpice-des-Rivoires       | 38460      | 38620       | La Tour-du-Pin | Le Grand-Lemps                              | CA du Pays voironnais                       | 7,16             | 427 (2022)                        | 60                 | modifier les données · modifier les données |
| Saint-Théoffrey                  | 38462      | 38119       | Grenoble       | Matheysine-Trièves                          | CC de la Matheysine                         | 5,75             | 609 (2022)                        | 106                | modifier les données · modifier les données |
| Saint-Vérand                     | 38463      | 38160       | Grenoble       | Le Sud Grésivaudan                          | CC Saint-Marcellin Vercors Isère Communauté | 17,83            | 1 723 (2022)                      | 97                 | modifier les données · modifier les données |
| Saint-Victor-de-Cessieu          | 38464      | 38110       | La Tour-du-Pin | La Tour-du-Pin                              | CC Les Vals du Dauphiné                     | 12,22            | 2 170 (2022)                      | 178                | modifier les données · modifier les données |
| Saint-Victor-de-Morestel         | 38465      | 38510       | La Tour-du-Pin | Morestel                                    | CC Les Balcons du Dauphiné                  | 13,13            | 1 142 (2022)                      | 87                 | modifier les données · modifier les données |
| Saint-Vincent-de-Mercuze         | 38466      | 38660       | Grenoble       | Le Haut-Grésivaudan                         | CC Le Grésivaudan                           | 7,85             | 1 520 (2022)                      | 194                | modifier les données · modifier les données |
| Sainte-Agnès                     | 38350      | 38190       | Grenoble       | Le Moyen Grésivaudan                        | CC Le Grésivaudan                           | 26,85            | 565 (2022)                        | 21                 | modifier les données · modifier les données |
| Sainte-Anne-sur-Gervonde         | 38358      | 38440       | Vienne         | Bièvre                                      | CC Bièvre Isère                             | 7,67             | 757 (2022)                        | 99                 | modifier les données · modifier les données |
| Sainte-Blandine                  | 38369      | 38110       | La Tour-du-Pin | La Tour-du-Pin                              | CC Les Vals du Dauphiné                     | 9,21             | 1 020 (2022)                      | 111                | modifier les données · modifier les données |
| Sainte-Luce                      | 38414      | 38970       | Grenoble       | Matheysine-Trièves                          | CC de la Matheysine                         | 7,95             | 41 (2022)                         | 5,2                | modifier les données · modifier les données |
| Sainte-Marie-d'Alloix            | 38417      | 38660       | Grenoble       | Le Haut-Grésivaudan                         | CC Le Grésivaudan                           | 3,04             | 484 (2022)                        | 159                | modifier les données · modifier les données |
| Sainte-Marie-du-Mont             | 38418      | 38660       | Grenoble       | Le Haut-Grésivaudan                         | CC Le Grésivaudan                           | 23,87            | 233 (2022)                        | 9,8                | modifier les données · modifier les données |
| Salagnon                         | 38467      | 38890       | La Tour-du-Pin | Bourgoin-Jallieu                            | CC Les Balcons du Dauphiné                  | 8,21             | 1 484 (2022)                      | 181                | modifier les données · modifier les données |
| Salaise-sur-Sanne                | 38468      | 38150       | Vienne         | Roussillon                                  | CC Entre Bièvre et Rhône                    | 16,15            | 4 548 (2022)                      | 282                | modifier les données · modifier les données |
| La Salette-Fallavaux             | 38469      | 38970       | Grenoble       | Matheysine-Trièves                          | CC de la Matheysine                         | 22,29            | 82 (2022)                         | 3,7                | modifier les données · modifier les données |
| La Salle-en-Beaumont             | 38470      | 38350       | Grenoble       | Matheysine-Trièves                          | CC de la Matheysine                         | 9,26             | 347 (2022)                        | 37                 | modifier les données · modifier les données |
| Le Sappey-en-Chartreuse          | 38471      | 38700       | Grenoble       | Meylan                                      | Grenoble-Alpes Métropole                    | 15,13            | 1 154 (2022)                      | 76                 | modifier les données · modifier les données |
| Sarcenas                         | 38472      | 38700       | Grenoble       | Grenoble-2                                  | Grenoble-Alpes Métropole                    | 7,76             | 250 (2022)                        | 32                 | modifier les données · modifier les données |
| Sardieu                          | 38473      | 38260       | Vienne         | Bièvre                                      | CC Bièvre Isère                             | 11,20            | 1 184 (2022)                      | 106                | modifier les données · modifier les données |
| Sassenage                        | 38474      | 38360       | Grenoble       | Fontaine-Vercors                            | Grenoble-Alpes Métropole                    | 13,31            | 11 579 (2022)                     | 870                | modifier les données · modifier les données |
| Satolas-et-Bonce                 | 38475      | 38290       | La Tour-du-Pin | La Verpillière                              | CA Porte de l'Isère                         | 16,80            | 2 540 (2022)                      | 151                | modifier les données · modifier les données |
| Savas-Mépin                      | 38476      | 38440       | Vienne         | Bièvre                                      | CC Bièvre Isère                             | 10,43            | 879 (2022)                        | 84                 | modifier les données · modifier les données |
| Séchilienne                      | 38478      | 38220       | Grenoble       | Oisans-Romanche                             | Grenoble-Alpes Métropole                    | 21,47            | 1 004 (2022)                      | 47                 | modifier les données · modifier les données |
| Septème                          | 38480      | 38780       | Vienne         | Vienne-1                                    | CA Vienne Condrieu Agglomération            | 21,55            | 2 153 (2022)                      | 100                | modifier les données · modifier les données |
| Sérézin-de-la-Tour               | 38481      | 38300       | La Tour-du-Pin | Bourgoin-Jallieu                            | CA Porte de l'Isère                         | 9,31             | 1 134 (2022)                      | 122                | modifier les données · modifier les données |
| Sermérieu                        | 38483      | 38510       | La Tour-du-Pin | Morestel                                    | CC Les Balcons du Dauphiné                  | 17,14            | 1 642 (2022)                      | 96                 | modifier les données · modifier les données |
| Serpaize                         | 38484      | 38200       | Vienne         | Vienne-1                                    | CA Vienne Condrieu Agglomération            | 11,71            | 2 100 (2022)                      | 179                | modifier les données · modifier les données |
| Serre-Nerpol                     | 38275      | 38470       | Grenoble       | Le Sud Grésivaudan                          | CC Saint-Marcellin Vercors Isère Communauté | 13,16            | 315 (2022)                        | 24                 | modifier les données · modifier les données |
| Seyssinet-Pariset                | 38485      | 38170       | Grenoble       | Fontaine-Seyssinet                          | Grenoble-Alpes Métropole                    | 10,65            | 11 784 (2022)                     | 1 106              | modifier les données · modifier les données |
| Seyssins                         | 38486      | 38180       | Grenoble       | Fontaine-Seyssinet                          | Grenoble-Alpes Métropole                    | 8,00             | 8 087 (2022)                      | 1 011              | modifier les données · modifier les données |
| Seyssuel                         | 38487      | 38200       | Vienne         | Vienne-1                                    | CA Vienne Condrieu Agglomération            | 9,75             | 2 168 (2022)                      | 222                | modifier les données · modifier les données |
| Siccieu-Saint-Julien-et-Carisieu | 38488      | 38460       | La Tour-du-Pin | Charvieu-Chavagneux                         | CC Les Balcons du Dauphiné                  | 14,22            | 601 (2022)                        | 42                 | modifier les données · modifier les données |
| Siévoz                           | 38489      | 38350       | Grenoble       | Matheysine-Trièves                          | CC de la Matheysine                         | 7,37             | 134 (2022)                        | 18                 | modifier les données · modifier les données |
| Sillans                          | 38490      | 38590       | Vienne         | Bièvre                                      | CC Bièvre Isère                             | 12,61            | 1 923 (2022)                      | 152                | modifier les données · modifier les données |
| Sinard                           | 38492      | 38650       | Grenoble       | Matheysine-Trièves                          | CC du Trièves                               | 10,44            | 719 (2022)                        | 69                 | modifier les données · modifier les données |
| Soleymieu                        | 38494      | 38460       | La Tour-du-Pin | Morestel                                    | CC Les Balcons du Dauphiné                  | 13,36            | 849 (2022)                        | 64                 | modifier les données · modifier les données |
| La Sône                          | 38495      | 38840       | Grenoble       | Le Sud Grésivaudan                          | CC Saint-Marcellin Vercors Isère Communauté | 2,95             | 614 (2022)                        | 208                | modifier les données · modifier les données |
| Sonnay                           | 38496      | 38150       | Vienne         | Roussillon                                  | CC Entre Bièvre et Rhône                    | 14,17            | 1 255 (2022)                      | 89                 | modifier les données · modifier les données |
| Sousville                        | 38497      | 38350       | Grenoble       | Matheysine-Trièves                          | CC de la Matheysine                         | 2,93             | 145 (2022)                        | 49                 | modifier les données · modifier les données |
| Succieu                          | 38498      | 38300       | La Tour-du-Pin | Bourgoin-Jallieu                            | CA Porte de l'Isère                         | 8,35             | 774 (2022)                        | 93                 | modifier les données · modifier les données |
| La Sure en Chartreuse            | 38407      | 38134 38340 | Grenoble       | Voiron                                      | CA du Pays voironnais                       | 27,73            | 1 060 (2022)                      | 38                 | modifier les données · modifier les données |
| Susville                         | 38499      | 38350       | Grenoble       | Matheysine-Trièves                          | CC de la Matheysine                         | 9,91             | 1 148 (2022)                      | 116                | modifier les données · modifier les données |
| Têche                            | 38500      | 38470       | Grenoble       | Le Sud Grésivaudan                          | CC Saint-Marcellin Vercors Isère Communauté | 5,03             | 599 (2022)                        | 119                | modifier les données · modifier les données |
| Tencin                           | 38501      | 38570       | Grenoble       | Le Haut-Grésivaudan                         | CC Le Grésivaudan                           | 6,75             | 2 132 (2022)                      | 316                | modifier les données · modifier les données |
| La Terrasse                      | 38503      | 38660       | Grenoble       | Le Moyen Grésivaudan                        | CC Le Grésivaudan                           | 9,47             | 2 463 (2022)                      | 260                | modifier les données · modifier les données |
| Theys                            | 38504      | 38570       | Grenoble       | Le Haut-Grésivaudan                         | CC Le Grésivaudan                           | 35,77            | 2 014 (2022)                      | 56                 | modifier les données · modifier les données |
| Thodure                          | 38505      | 38260       | Vienne         | Bièvre                                      | CC Bièvre Isère                             | 14,47            | 789 (2022)                        | 55                 | modifier les données · modifier les données |
| Tignieu-Jameyzieu                | 38507      | 38230       | La Tour-du-Pin | Charvieu-Chavagneux                         | CC Les Balcons du Dauphiné                  | 13,32            | 7 944 (2022)                      | 596                | modifier les données · modifier les données |
| Torchefelon                      | 38508      | 38690       | La Tour-du-Pin | La Tour-du-Pin                              | CC Les Vals du Dauphiné                     | 8,68             | 823 (2022)                        | 95                 | modifier les données · modifier les données |
| La Tour-du-Pin                   | 38509      | 38110       | La Tour-du-Pin | La Tour-du-Pin                              | CC Les Vals du Dauphiné                     | 4,77             | 8 123 (2022)                      | 1 703              | modifier les données · modifier les données |
| Le Touvet                        | 38511      | 38660       | Grenoble       | Le Haut-Grésivaudan                         | CC Le Grésivaudan                           | 11,56            | 3 115 (2022)                      | 269                | modifier les données · modifier les données |
| Tramolé                          | 38512      | 38300       | Vienne         | L'Isle-d'Abeau                              | CC Bièvre Isère                             | 6,99             | 802 (2022)                        | 115                | modifier les données · modifier les données |
| Treffort                         | 38513      | 38650       | Grenoble       | Matheysine-Trièves                          | CC du Trièves                               | 10,99            | 258 (2022)                        | 23                 | modifier les données · modifier les données |
| Tréminis                         | 38514      | 38710       | Grenoble       | Matheysine-Trièves                          | CC du Trièves                               | 49,40            | 201 (2022)                        | 4,1                | modifier les données · modifier les données |
| Trept                            | 38515      | 38460       | La Tour-du-Pin | Charvieu-Chavagneux                         | CC Les Balcons du Dauphiné                  | 15,87            | 2 097 (2022)                      | 132                | modifier les données · modifier les données |
| La Tronche                       | 38516      | 38700       | Grenoble       | Meylan                                      | Grenoble-Alpes Métropole                    | 6,42             | 6 447 (2022)                      | 1 004              | modifier les données · modifier les données |
| Tullins                          | 38517      | 38210       | Grenoble       | Tullins                                     | CA du Pays voironnais                       | 28,79            | 7 657 (2022)                      | 266                | modifier les données · modifier les données |
| Val-de-Virieu                    | 38560      | 38730       | La Tour-du-Pin | Le Grand-Lemps                              | CC Les Vals du Dauphiné                     | 16,26            | 1 534 (2022)                      | 94                 | modifier les données · modifier les données |
| Valbonnais                       | 38518      | 38740       | Grenoble       | Matheysine-Trièves                          | CC de la Matheysine                         | 23,95            | 514 (2022)                        | 21                 | modifier les données · modifier les données |
| Valencin                         | 38519      | 38540       | Vienne         | La Verpillière                              | CC Collines Isère Nord Communauté           | 9,63             | 2 897 (2022)                      | 301                | modifier les données · modifier les données |
| Valencogne                       | 38520      | 38730       | La Tour-du-Pin | Le Grand-Lemps                              | CC Les Vals du Dauphiné                     | 7,55             | 681 (2022)                        | 90                 | modifier les données · modifier les données |
| La Valette                       | 38521      | 38350       | Grenoble       | Matheysine-Trièves                          | CC de la Matheysine                         | 7,87             | 64 (2022)                         | 8,1                | modifier les données · modifier les données |
| Valjouffrey                      | 38522      | 38740       | Grenoble       | Matheysine-Trièves                          | CC de la Matheysine                         | 72,56            | 167 (2022)                        | 2,3                | modifier les données · modifier les données |
| Varacieux                        | 38523      | 38470       | Grenoble       | Le Sud Grésivaudan                          | CC Saint-Marcellin Vercors Isère Communauté | 18,48            | 864 (2022)                        | 47                 | modifier les données · modifier les données |
| Varces-Allières-et-Risset        | 38524      | 38760       | Grenoble       | Le Pont-de-Claix                            | Grenoble-Alpes Métropole                    | 20,88            | 8 314 (2022)                      | 398                | modifier les données · modifier les données |
| Vasselin                         | 38525      | 38890       | La Tour-du-Pin | Morestel                                    | CC Les Balcons du Dauphiné                  | 3,85             | 462 (2022)                        | 120                | modifier les données · modifier les données |
| Vatilieu                         | 38526      | 38470       | Grenoble       | Le Sud Grésivaudan                          | CC Saint-Marcellin Vercors Isère Communauté | 9,22             | 367 (2022)                        | 40                 | modifier les données · modifier les données |
| Vaujany                          | 38527      | 38114       | Grenoble       | Oisans-Romanche                             | CC de l'Oisans                              | 64,54            | 352 (2022)                        | 5,5                | modifier les données · modifier les données |
| Vaulnaveys-le-Bas                | 38528      | 38410       | Grenoble       | Oisans-Romanche                             | Grenoble-Alpes Métropole                    | 11,90            | 1 379 (2022)                      | 116                | modifier les données · modifier les données |
| Vaulnaveys-le-Haut               | 38529      | 38410       | Grenoble       | Oisans-Romanche                             | Grenoble-Alpes Métropole                    | 19,86            | 4 018 (2022)                      | 202                | modifier les données · modifier les données |
| Vaulx-Milieu                     | 38530      | 38090       | La Tour-du-Pin | L'Isle-d'Abeau                              | CA Porte de l'Isère                         | 9,02             | 2 495 (2022)                      | 277                | modifier les données · modifier les données |
| Velanne                          | 38531      | 38620       | La Tour-du-Pin | Chartreuse-Guiers                           | CA du Pays voironnais                       | 8,04             | 568 (2022)                        | 71                 | modifier les données · modifier les données |
| Vénérieu                         | 38532      | 38460       | La Tour-du-Pin | Charvieu-Chavagneux                         | CC Les Balcons du Dauphiné                  | 6,00             | 975 (2022)                        | 163                | modifier les données · modifier les données |
| Venon                            | 38533      | 38610       | Grenoble       | Saint-Martin-d'Hères                        | Grenoble-Alpes Métropole                    | 4,34             | 836 (2022)                        | 193                | modifier les données · modifier les données |
| Vernas                           | 38535      | 38460       | La Tour-du-Pin | Charvieu-Chavagneux                         | CC Les Balcons du Dauphiné                  | 5,87             | 266 (2022)                        | 45                 | modifier les données · modifier les données |
| Vernioz                          | 38536      | 38150       | Vienne         | Vienne-2                                    | CC Entre Bièvre et Rhône                    | 11,32            | 1 503 (2022)                      | 133                | modifier les données · modifier les données |
| La Verpillière                   | 38537      | 38290       | La Tour-du-Pin | La Verpillière                              | CA Porte de l'Isère                         | 6,64             | 7 643 (2022)                      | 1 151              | modifier les données · modifier les données |
| Le Versoud                       | 38538      | 38420       | Grenoble       | Le Moyen Grésivaudan                        | CC Le Grésivaudan                           | 6,35             | 4 940 (2022)                      | 778                | modifier les données · modifier les données |
| Vertrieu                         | 38539      | 38390       | La Tour-du-Pin | Morestel                                    | CC Les Balcons du Dauphiné                  | 4,59             | 605 (2022)                        | 132                | modifier les données · modifier les données |
| Veurey-Voroize                   | 38540      | 38113       | Grenoble       | Fontaine-Vercors                            | Grenoble-Alpes Métropole                    | 12,21            | 1 392 (2022)                      | 114                | modifier les données · modifier les données |
| Veyssilieu                       | 38542      | 38460       | La Tour-du-Pin | Charvieu-Chavagneux                         | CC Les Balcons du Dauphiné                  | 6,49             | 324 (2022)                        | 50                 | modifier les données · modifier les données |
| Vézeronce-Curtin                 | 38543      | 38510       | La Tour-du-Pin | Morestel                                    | CC Les Balcons du Dauphiné                  | 14,37            | 2 217 (2022)                      | 154                | modifier les données · modifier les données |
| Vienne                           | 38544      | 38200       | Vienne         | Vienne-1 Vienne-2                           | CA Vienne Condrieu Agglomération            | 22,65            | 31 555 (2022)                     | 1 393              | modifier les données · modifier les données |
| Vif                              | 38545      | 38450       | Grenoble       | Le Pont-de-Claix                            | Grenoble-Alpes Métropole                    | 28,30            | 8 557 (2022)                      | 302                | modifier les données · modifier les données |
| Vignieu                          | 38546      | 38890       | La Tour-du-Pin | Morestel                                    | CC Les Balcons du Dauphiné                  | 9,40             | 961 (2022)                        | 102                | modifier les données · modifier les données |
| Villages du Lac de Paladru       | 38292      | 38730 38850 | La Tour-du-Pin | Le Grand-Lemps                              | CA du Pays voironnais                       | 21,24            | 2 614 (2022)                      | 123                | modifier les données · modifier les données |
| Villard-Bonnot                   | 38547      | 38190       | Grenoble       | Le Moyen Grésivaudan                        | CC Le Grésivaudan                           | 5,84             | 7 445 (2022)                      | 1 275              | modifier les données · modifier les données |
| Villard-de-Lans                  | 38548      | 38250       | Grenoble       | Fontaine-Vercors                            | CC du Massif du Vercors                     | 67,20            | 4 365 (2022)                      | 65                 | modifier les données · modifier les données |
| Villard-Notre-Dame               | 38549      | 38520       | Grenoble       | Oisans-Romanche                             | CC de l'Oisans                              | 14,06            | 26 (2022)                         | 1,8                | modifier les données · modifier les données |
| Villard-Reculas                  | 38550      | 38114       | Grenoble       | Oisans-Romanche                             | CC de l'Oisans                              | 4,99             | 70 (2022)                         | 14                 | modifier les données · modifier les données |
| Villard-Reymond                  | 38551      | 38520       | Grenoble       | Oisans-Romanche                             | CC de l'Oisans                              | 11,21            | 43 (2022)                         | 3,8                | modifier les données · modifier les données |
| Villard-Saint-Christophe         | 38552      | 38119       | Grenoble       | Matheysine-Trièves                          | CC de la Matheysine                         | 14,22            | 398 (2022)                        | 28                 | modifier les données · modifier les données |
| Ville-sous-Anjou                 | 38556      | 38150       | Vienne         | Roussillon                                  | CC Entre Bièvre et Rhône                    | 18,25            | 1 179 (2022)                      | 65                 | modifier les données · modifier les données |
| Villefontaine                    | 38553      | 38090       | La Tour-du-Pin | L'Isle-d'Abeau                              | CA Porte de l'Isère                         | 11,63            | 19 018 (2022)                     | 1 635              | modifier les données · modifier les données |
| Villemoirieu                     | 38554      | 38460       | La Tour-du-Pin | Charvieu-Chavagneux                         | CC Les Balcons du Dauphiné                  | 13,29            | 1 890 (2022)                      | 142                | modifier les données · modifier les données |
| Villeneuve-de-Marc               | 38555      | 38440       | Vienne         | Bièvre                                      | CC Bièvre Isère                             | 26,18            | 1 162 (2022)                      | 44                 | modifier les données · modifier les données |
| Villette-d'Anthon                | 38557      | 38280       | La Tour-du-Pin | Charvieu-Chavagneux                         | CC Lyon Saint-Exupéry en Dauphiné           | 22,80            | 5 240 (2022)                      | 230                | modifier les données · modifier les données |
| Villette-de-Vienne               | 38558      | 38200       | Vienne         | Vienne-1                                    | CA Vienne Condrieu Agglomération            | 11,03            | 1 979 (2022)                      | 179                | modifier les données · modifier les données |
| Vinay                            | 38559      | 38470       | Grenoble       | Le Sud Grésivaudan                          | CC Saint-Marcellin Vercors Isère Communauté | 16,01            | 4 449 (2022)                      | 278                | modifier les données · modifier les données |
| Viriville                        | 38561      | 38980       | Vienne         | Bièvre                                      | CC Bièvre Isère                             | 30,42            | 1 704 (2022)                      | 56                 | modifier les données · modifier les données |
| Vizille                          | 38562      | 38220       | Grenoble       | Oisans-Romanche                             | Grenoble-Alpes Métropole                    | 10,51            | 7 316 (2022)                      | 696                | modifier les données · modifier les données |
| Voiron                           | 38563      | 38500       | Grenoble       | Voiron                                      | CA du Pays voironnais                       | 21,90            | 21 604 (2022)                     | 986                | modifier les données · modifier les données |
| Voissant                         | 38564      | 38620       | La Tour-du-Pin | Chartreuse-Guiers                           | CA du Pays voironnais                       | 3,88             | 236 (2022)                        | 61                 | modifier les données · modifier les données |
| Voreppe                          | 38565      | 38340       | Grenoble       | Voiron                                      | CA du Pays voironnais                       | 28,65            | 9 845 (2022)                      | 344                | modifier les données · modifier les données |
| Vourey                           | 38566      | 38210       | Grenoble       | Tullins                                     | CA du Pays voironnais                       | 6,88             | 1 694 (2022)                      | 246                | modifier les données · modifier les données |
| Isère                            | 38         |             |                |                                             |                                             | 7 431,00         | 1 291 380 (2022)                  | 174                | modifier les données                        |